# Хмельницкий (город)
Хмельни́цкий (укр. Хмельни́цький; до 1795 года — Плоски́ров, до 1954 года — Проску́ров) — город на западе Украины, административный центр Хмельницкой области, Хмельницкого района и Хмельницкой городской общины. Промышленный, торговый и культурный центр Подолья. Расположен на реке Южный Буг.

## География

### Гидрология города

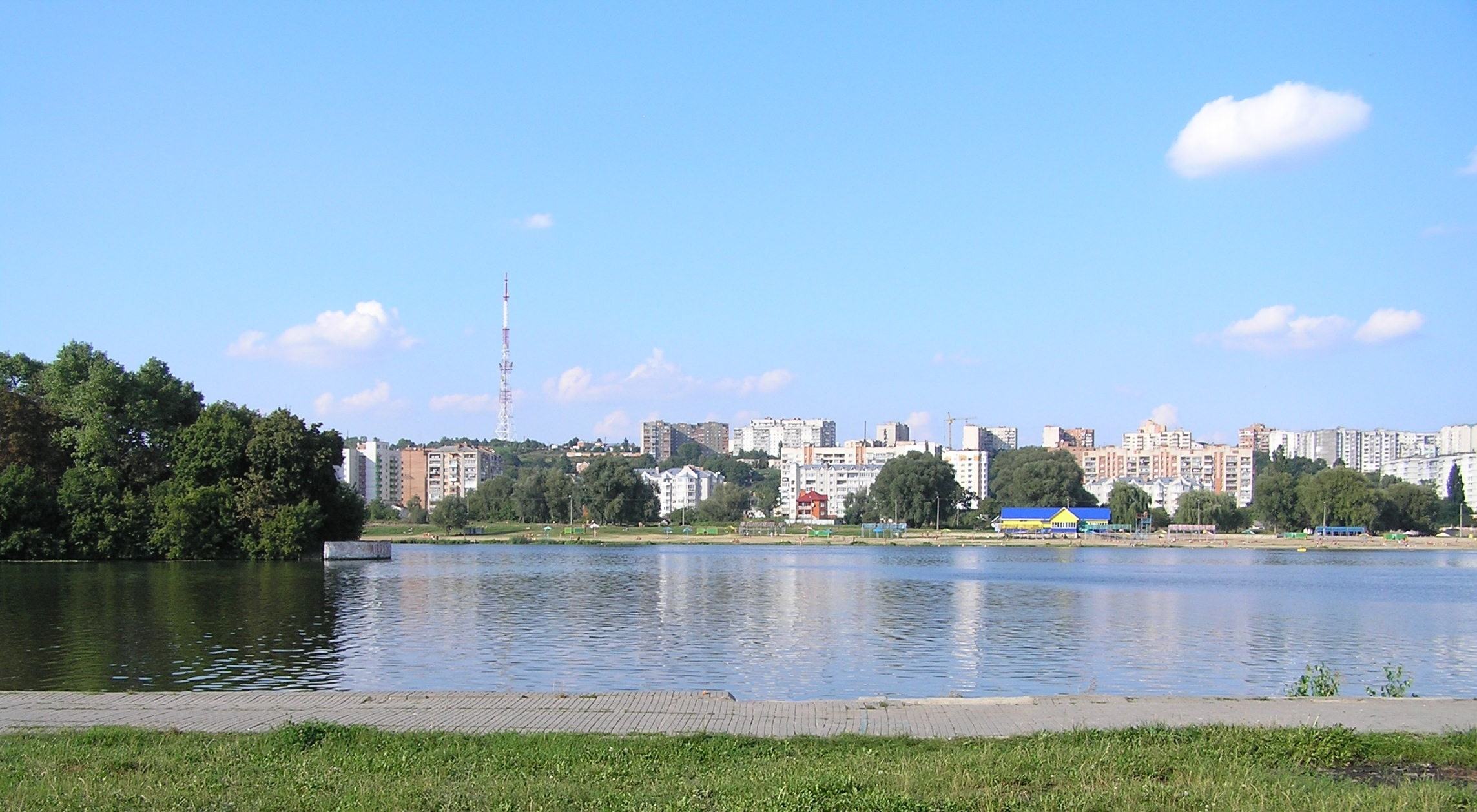
Южный Буг в Хмельницком

С запада на восток Хмельницкого протекает река Плоска — приток Южного Буга, который тоже протекает городом. Плоска является небольшой рекой в западной части города в районе Гречан и украшением парка им. Чекмана она растекается в виде каналов.
Южный Буг — вторая по величине река Украины, впадающая в Черное море. Длина ее составляет 792 км. Хмельнитчине принадлежат верховья реки протяженностью 120 километров.

### Природно-заповедный фонд
Ботанические достопримечательности природы: Аллея каштана конского, Бук красный (ул. Героев Мариуполя), Бук красный (ул. Героев Майдана), Орех черный, Липа обыкновенная.
Дендрологические парки: «Подолье».
Ботанические сады: Ботанический сад Хмельницкого национального университета.
Парки-памятники садово-паркового искусства: Заречье, Сквер им. Т. Г. Шевченко, Парк культуры и отдыха им. Михаила Чекмана, Сад Григория Сковороды.

## Население
| 2018    | 2020     | 2022     |
| ------- | -------- | -------- |
| 269 555 | ↗274 176 | ↗274 452 |

Численность населения города по данным на 1 марта 2015 года составляет 265 057 постоянных жителей и 267 981 человек наличного населения, на 1 января 2025 года — население города составляет 268 тысяч человек.
По данным переписи 1926 года, евреи составляли 41,9 % населения города, украинцы — 39,0 %, поляки — 9,7 %, русские — 7,8 %.
По данным переписи 2001 года, украинцы составляли 88,35 % населения Хмельницкого, русские — 7,93 %, поляки — 1,96 %.

### Языковой состав
По данным переписи 1897 года, Хмельницкий (во время переписи — Проскуров), входя в состав преимущественно украиноязычного Проскуровского уезда, являлся городом, где относительно преобладал идиш:
| Язык               | Численность, чел. | Доля     |
| ------------------ | ----------------- | -------- |
| Идиш («еврейский») | 11 369            | 49,74 %  |
| Украинский         | 4 425             | 19,36 %  |
| Русский            | 3 483             | 15,24 %  |
| Польский           | 2 824             | 12,36 %  |
| Татарский          | 525               | 2,30 %   |
| Другие             | 229               | 1,00 %   |
| Итого              | 22 855            | 100,00 % |

По данным переписи 1926 года, идиш родным назвали 38,6 % населения города, украинский — 33,9 %, русский — 16,4 %, польский — 9,6 %.
Родной язык населения по данным переписи 2001 года:
| Язык       | Численность, чел. | Доля     |
| ---------- | ----------------- | -------- |
| Украинский | 221 920           | 88,39 %  |
| Русский    | 26 006            | 10,36 %  |
| Другое     | 3 151             | 1,25 %   |
| Итого      | 251 077           | 100,00 % |

Украинский язык является основным и единственным официальным языком города.
Вторжение России на Украину спровоцировало новую волну украинизации в городе, всё больше людей предпочитают говорить на украинском языке. Согласно опросу, проведённому Международным республиканским институтом в апреле-мае 2023 года, на украинском дома разговаривали 88 % населения города, на русском — 9 %.
Согласно опросу, проведённому Международным республиканским институтом в апреле-мае 2024 года, на украинском дома разговаривали 98 % населения города, на русском — 12 % (в отличие от опроса 2023 года был разрешён выбор нескольких вариантов).
По данным Государственной службы статистики Украины в 2023/24 учебном году из 135 705 учащихся в учреждениях общего среднего образования в Хмельницкой области 135 475 (99,83 %) обучались в украиноязычных классах, 230 (0,17 %) — в польскоязычных.

## Климат
Город расположен в умеренно-континентальном климате с теплым летом, мягкой зимой и достаточным количеством осадков. Он сформировался под влиянием разных факторов. Главным из них географическая широта, с которой связана высота Солнца над горизонтом и величина солнечной радиации. Высота Солнца над горизонтом на территории области в июне в полдень достигает 63—65°, в декабре — 16—18°, а в равноденствие — 39,5—41,5°. Продолжительность дня изменяется от 8 до 16,5 часов.
Неодинаковые показатели высоты Солнца над горизонтом и изменения облачности в течение года влияют на изменение солнечной радиации от 130 кал/см2 в декабре до 530 кал/см2 в июне, достигая за год 101 ккал/см2.
| Показатель                                           | Янв. | Фев. | Март | Апр. | Май  | Июнь | Июль | Авг. | Сен. | Окт. | Нояб. | Дек. | Год  |
| ---------------------------------------------------- | ---- | ---- | ---- | ---- | ---- | ---- | ---- | ---- | ---- | ---- | ----- | ---- | ---- |
| Средний суточный максимум, °C                        | −2,1 | −0,7 | 4,1  | 13,0 | 19,4 | 22,6 | 23,7 | 23,1 | 19,0 | 12,5 | 5,2   | 0,2  | 11,7 |
| Средняя температура, °C                              | −5,3 | −4   | 0,3  | 7,9  | 13,9 | 17,2 | 18,5 | 17,5 | 13,7 | 8,0  | 2,3   | −2,5 | 7,3  |
| Средний суточный минимум, °C                         | −8,5 | −7,3 | −3,5 | 2,9  | 8,4  | 11,9 | 13,3 | 12,2 | 8,5  | 3,6  | −0,5  | −6,1 | 2,9  |
| Норма осадков, мм                                    | 37   | 38   | 32   | 49   | 67   | 103  | 104  | 68   | 53   | 33   | 41    | 43   | 668  |
| Источник: https://en.climate-data.org/location/3017/ |      |      |      |      |      |      |      |      |      |      |       |      |      |

## История

### Из древности до первого упоминания о городе

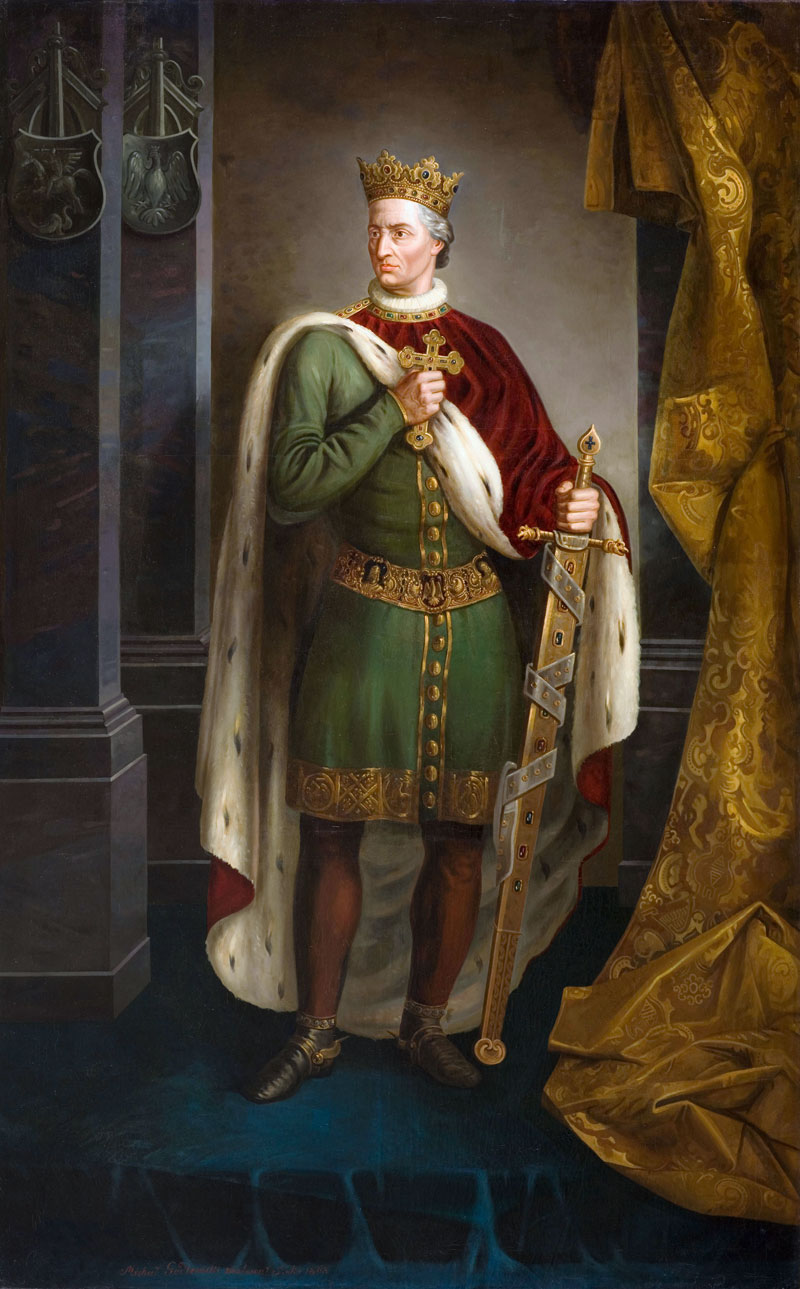
Современное изображение Владислава ІІ Ягайло

Территория, на которой располагается Хмельницкий, была заселена ещё с давних времён. На востоке от микрорайона Лезнево были обнаружены предметы добычи бронзы 2000 года до н. э., а также скифского периода VII—III века до н. э., в микрорайоне Озёрная — крупное поселение с материалами I века до н. э., в микрорайоне Дубово — поселение скифского периода VII—III веке до н. э., в микрорайоне Гречаны и Озёрная — поселение черняховской культуры III—IV в. н. э. До наших дней сохранились курганы, которые датируются археологами VII—III веками до н. э.: один в микрорайоне Заречье и два на юго-востоке от микрорайона Раково.
Хмельницкий имеет почти 600-летнюю историю и ведёт своё начало от небольшого поселения Плоскиров или Плоскиривцы, расположенного в месте впадения реки Плоской в Южный Буг. Дата основания не известна, что касается первого упоминания, то достоверно можно сказать о существовании Плоскирова уже в первой половине XV века. В то время территории Подолья становятся причиной спора между литовскими князьями и польским королевством. Большая часть Подолья, включая Побужье, отошла под власть польской короны. Польский король Владислав ІІ Ягайло в 1431 году раздал верной шляхте привилегии на владение землёй в Подолье. Среди населённых пунктов, которые упоминаются в документах королевской канцелярии, есть поселение Плоскиривцы.

### В составе Османской империи и Речи Посполитой

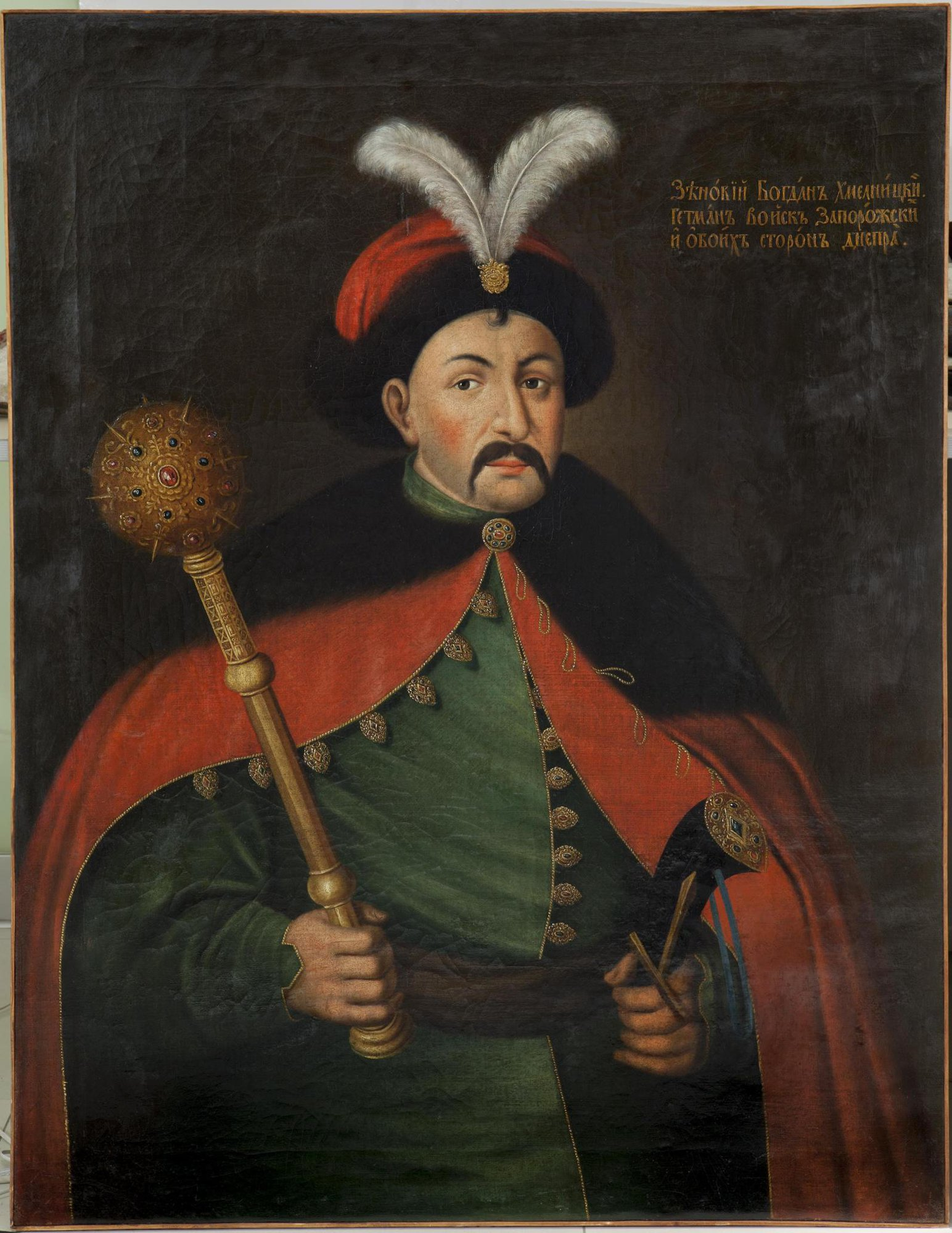
Богдан Хмельницкий

Во время Освободительной Войны 1648—1654 годов под предводительством Богдана Хмельницкого, Плоскиров и его окрестности неоднократно оказывались в центре сражений казаков и польских войск. Местность неоднократно переходила из рук в руки враждующих сторон.
В 1672 году Плоскиров, как всё Подолье перешло под власть Османской империи. В 1699 году турки ушли из Подолья, Плоскиров опять переходит к Польше и возвращается во владение Замойских. Плоскировское население истреблено турками, поэтому Замойские начинают переселять сюда людей из польской Мазовии и мазурского поозёрья. Так в Плоскирове и ближайших селах появляются «мазуры», они же «мазурики»: переселенцы, которые и образовали основу католического населения этих поселений.

### В составе Российской империи
5 июля 1795 года была образована Подольская губерния, входящая в состав Российской империи. Один из её уездов стал называться Проскуровским с центром в городе Проскурове. Именно в этом императорском указе впервые появляется название Проскуров. Специального указа о переименовании Плоскирова в Проскуров не найдено.
В 1806 году в Проскурове насчитывалось 487 домов, из которых только один каменный, лавок — 68 деревянных и 7 каменных, мельниц — 2, греко-русская церковь, католическая часовня и две синагоги. Торговля проходила еженедельно, по пятницам и воскресеньям, количество ярмарок доходило до 14 в год. Население города составляло 2022 жителя.

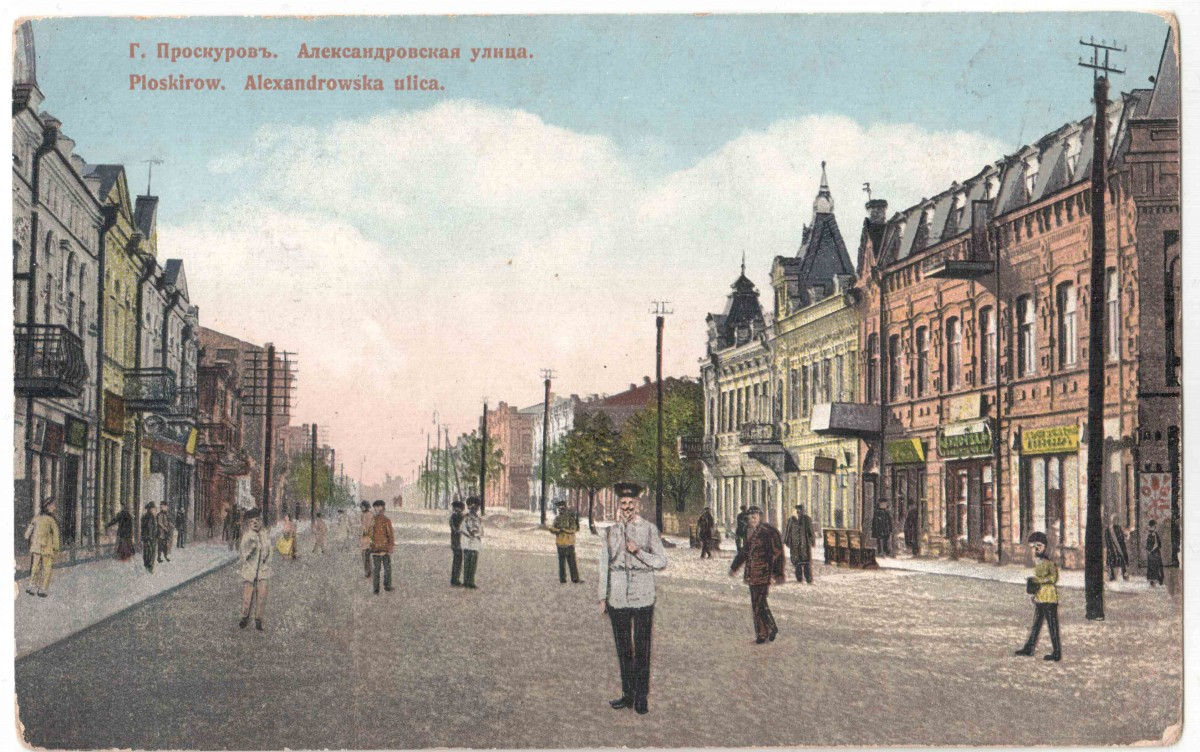
Проскуров, начало ХХ ст.

В 1870 году запущена железнодорожная линия Жмеринка — Проскуров — Волочиск. На восточной окраине города построена железнодорожная станция и вокзал.
Прокладка железной дороги способствовало интенсивному развитию города. На рубеже XIX—XX ст. открываются крупные промышленные предприятия, сооружаются жилые дома, открываются новые учебные заведения. Население города возрастает почти в 5 раз и в 1909 году составило 36 000 жителей. Именно в этот период определяется основное направление в экономическом развитии города — в начале XX века Проскуров становится крупнейшим торговым центром Подольской губернии. Торговые и кредитные учреждения города обслуживали большой регион. Особенно важную роль Проскуров играл в экспортной торговле зерном.
Второй фактор, который способствовал бурному развитию города — расположение в Проскурове военных частей и создание большого военного гарнизона, что было обусловлено выгодным стратегическим расположением города вблизи государственной границы. В начале XX ст. Проскуров стал местом пребывания штабов 12-й кавалерийской и 12-й пехотной дивизий.
По данным переписи 1897 года, Хмельницкий (во время переписи — Проскуров), входя в состав преимущественно украиноязычного Проскуровского уезда, являлся городом, где относительно преобладал идиш (в переписи — «еврейский»): из 22 855 жителей города его родным языком назвали 11 369 человек (49,74 % населения), украинский («малорусский») — 4 425 (19,36 %), русский («великорусский») — 3 483 (15,24 %), польский — 2 824 (12,36 %), татарский — 525 (2,30 %), другие языки — 229 (1,00 %).

### В составе УНР
В 1917—1920 годах — в составе Украинской Народной Республики, а также Украинской державы (апрель—декабрь 1918 года).
В городе несколько раз находились правительство УНР и Директория (6—21 марта и 16—21 ноября 1919 года, 7—30 июня 1920 года).

### В составе УССР
18 ноября 1920 года окончательно установлена советская власть. С декабря 1922 года как часть Украинской ССР в составе Советского Союза, центр Проскуровского уезда Подольской губернии.
По данным переписи 1926 года, евреи составляли 41,9 % населения города, украинцы — 39,0 %, поляки — 9,7 %, русские — 7,8 %. Идиш родным назвали 38,6 % населения города, украинский — 33,9 %, русский — 16,4 %, польский — 9,6 %.

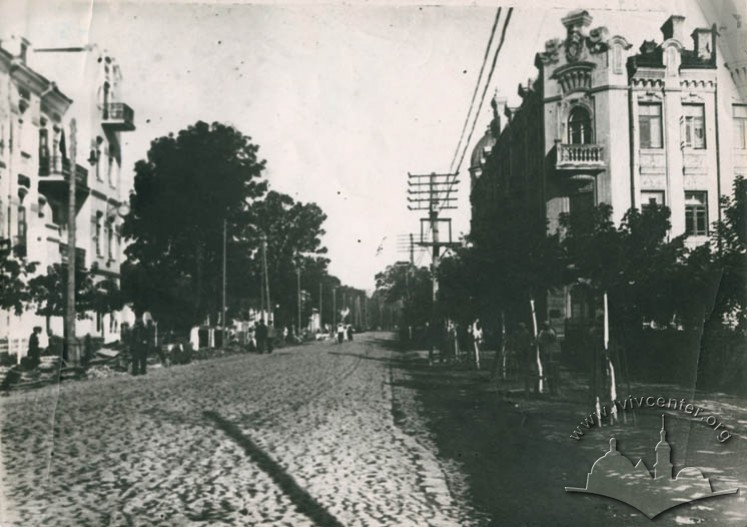
Городская улица в 1930-е годы

8 июля 1941 года советские органы и войска оставили город, оккупирован германскими войсками.
25 марта 1944 года освобождён от гитлеровских войск советскими войсками 1-го Украинского фронта в ходе Проскуровско-Черновицкой операции:
- 1-й гвардейской армии в составе: 107-го стрелкового корпуса (генерал-майор Гордеев, Дмитрий Васильевич) в составе: 127-й стрелковой дивизии (полковник Говоров, Иван Павлович), 304-й сд (подполковник Музыкин, Михаил Максимович); 2-й гв. воздушно-десантной дивизии (полковник Чёрный, Степан Макарович) 47-го ск (генерал-майор Шмыго, Иван Степанович); 9-й инженерно-сапёрной бригады (полковник Стонога, Андрей Андреевич).
- 18-й армии в составе: 141-й сд (полковник Клименко, Александр Яковлевич) 52-го ск (генерал-майор Перхорович, Франц Иосифович).
- 2-й воздушной армии в составе: 5-го штурмового авиакорпуса (генерал-майор авиации Каманин, Николай Петрович) в составе: 4-й гв. штурмовой авиадивизии (подполковник Левадный, Александр Сидорович), 264-й шад (полковник Клобуков, Евгений Васильевич); части войск 227-й штурмовой авиадивизии (полковник Ложечников, Андрей Александрович), части войск 331-й иад (полковник Семененко, Иван Андреевич), части войск 208-й ночной ближнебомбардировочной дивизии (полковник Юзеев, Леонид Николаевич), часть сил 326-й ночной бомбардировочной дивизии (полковник Федульев, Семён Иванович).

Войскам, участвовавшим в освобождении Проскурова, приказом Верховного Главнокомандующего от 25 марта 1944 года объявлена благодарность и в столице СССР г. Москве дан салют 12-ю артиллерийскими залпами из 124 орудий.
Приказами Верховного Главнокомандующего от 3 апреля 1944 года № 078 и от 24 мая 1944 года № 0135 в ознаменование одержанной победы соединения и части, отличившиеся в боях за освобождение города Проскурова, получили наименование «Проскуровских».
15 марта 1941 года город стал центром Каменец-Подольской области; 16 января 1954 — переименован в Хмельницкий в честь Богдана Хмельницкого, центр Хмельницкой области.
Значительно увеличивается площадь города, особенно после присоединения пригородных деревень Заречье и Гречаны. Возникает несколько заводов всесоюзного значения — трансформаторных подстанций, «Трактородеталь», радиотехнический, термопластавтоматов, «Катион», вступают в строй предприятия индустриально-строительной, пищевой и легкой промышленности. В частности, завод трансформаторных подстанций становится ведущим в СССР по производству трансформаторов для железнодорожного транспорта, завод «Катион» — один из крупнейших в стране производитель конденсаторов, ГП «Новатор» — единственный в СССР производитель авиационной спецтехники военного назначения. Возникновение подобных предприятий превратило город Хмельницкий в крупный промышленный центр Украины. Значительно выросло население, основан первый вуз — технологический институт (ныне Хмельницкий национальный университет), проложены первые троллейбусные линии, построены новые микрорайоны. К тому же город становится важным военно-стратегическим центром не только региона, но и всей страны.
В период Холодной войны, в 1956 году, в областной центр на постоянное место дислокации прибывает 17-я гвардейская мотострелковая дивизия, а в 1961—1964 годах — подразделения 19-й дивизии из 43-й ракетной армии советских войск РВСН. Именно с этого времени вблизи Хмельницкого и территории области разворачиваются боевые позиции Межконтинентальных баллистических ракет. Значительным событием, которое дополняет военную страницу истории города, стало основание в 1970 году Хмельницкого высшего артиллерийского командного училища, на базе которого в 1990-х годах создана единственная в стране Национальная академия Государственной пограничной службы Украины имени Богдана Хмельницкого.

### Современный период
Хмельницкий XXI века — город с развитой инфраструктурой, научный, торговый, культурный и экономический центр Подолья и Южной Волыни. Административный центр Хмельницкой области Украины.

## Экономика
До 1920 года промышленность в Проскурове была представлена полукустарными предприятиями (здесь действовали построенные до революции табачная фабрика, экипажная фабрика и мыловарня).
В 1930-е годы в ходе индустриализации СССР город стал промышленным центром.
В 1957—1958 годы был построен и введён в эксплуатацию Хмельницкий завод трансформаторных подстанций.
В 1966 году был введён в эксплуатацию Хмельницкий радиотехнический завод («Новатор»). В 1969 году (предположительно) — завод «Катион», производство конденсаторов, фольги для электролитических конденсаторов, телевизоры. В 1971 году был введён в эксплуатацию Хмельницкий завод термопластавтоматов имени XXVI съезда КПСС.
К 1984 году в городе действовали 42 промышленных предприятия (обеспечивавших 27 % промышленного производства Хмельницкой области).

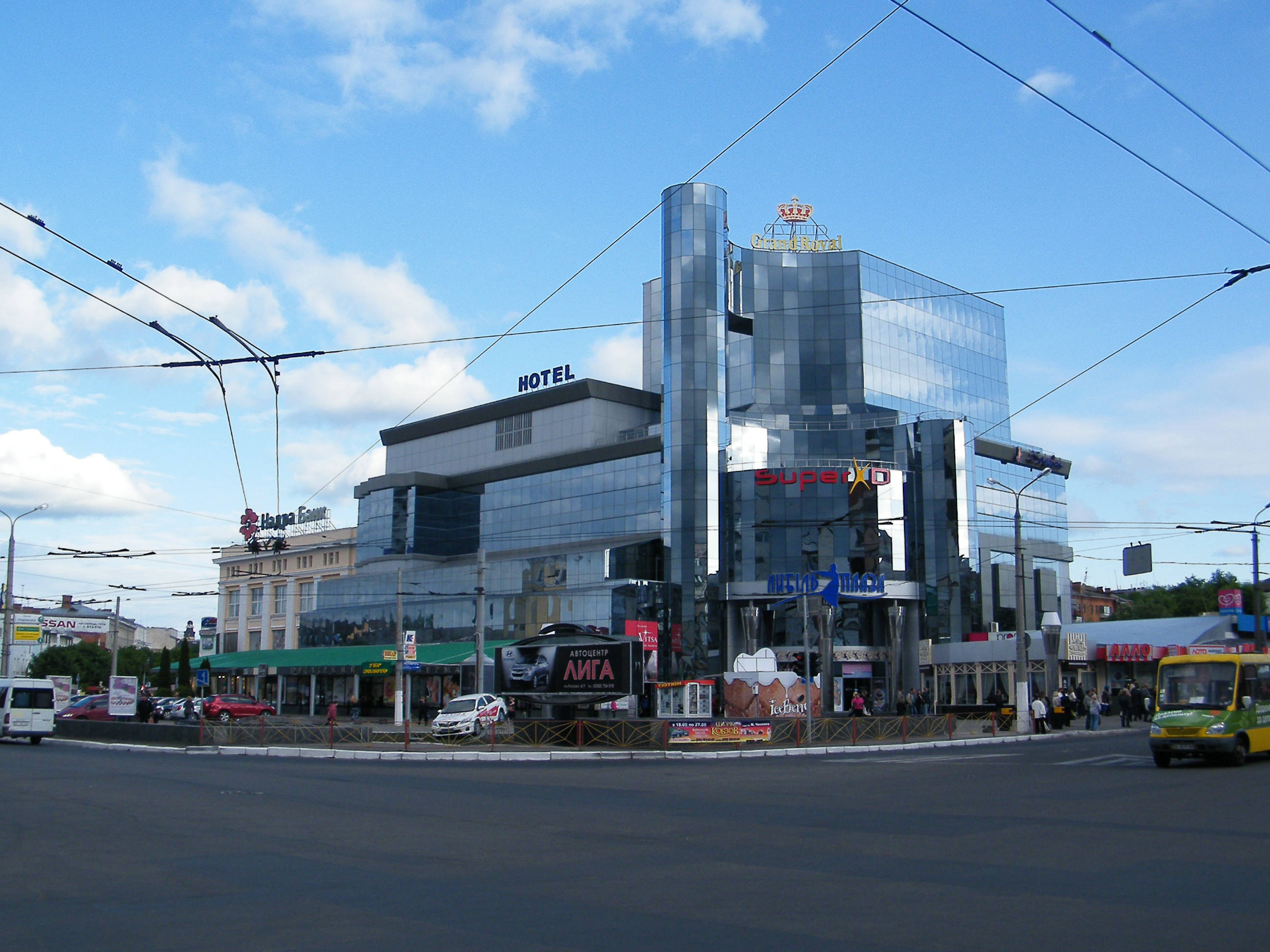
Многофункциональный центр «Либідь Плаза»

По данным переписи 2001 года, население Хмельницкого составляло 251 077 человек. Украинцы составляли 88,35 % населения города, русские — 7,93 %, поляки — 1,96 %. Украинский язык родным назвали 88,39 % хмельничан, русский — 10,36 %.
С начала 1990-х годов город Хмельницкий является крупным центром рыночной торговли. Здесь расположен оптовый рынок «Толкучка» или «Туча», который является третьим в Европе по объёмам продаж. Много рынков расположено и на территории района.
Хмельницкие предприятия производят немало промышленной продукции Украины. Для развития промышленности здесь есть благоприятные условия: достаточное количество трудовых ресурсов, нерудных ископаемых, сельскохозяйственного сырья. На их основе сформировались отрасли пищевой (маслосырообрабатывающая, сахарная, мясная), легкой (обувная, швейная, трикотажная, коже-галантерейная и другие), машиностроительной промышленности, производство строительных материалов (заводы: санитарно-технических, цементных, кирпичных и железобетонных изделий). Развиты также деревообрабатывающая, топливно-энергетическая, химическая и другие отрасли. Важное место среди отраслей промышленности занимает машиностроение. Предприятия этой отрасли выпускают станки, кузнечно-прессовое оборудование, трансформаторы, древесные инструменты, плуги, сельскохозяйственные машины, кабель, электротехнические изделия. Крупнейшие предприятия области — производственные объединения «Новатор», «Укрэлектроаппарат», «Катион», «Термопластавтомат», ВАТ «Хмельницкжелезобетон», кузнечно-прессовое оборудование, заводы трансформаторных подстанций, тракторных агрегатов.
Хмельницкий неоднократно возглавлял список городов Украины с самым благоприятным бизнес-климатом и эффективным экономическим управлением.

## Транспорт

### Автотранспорт

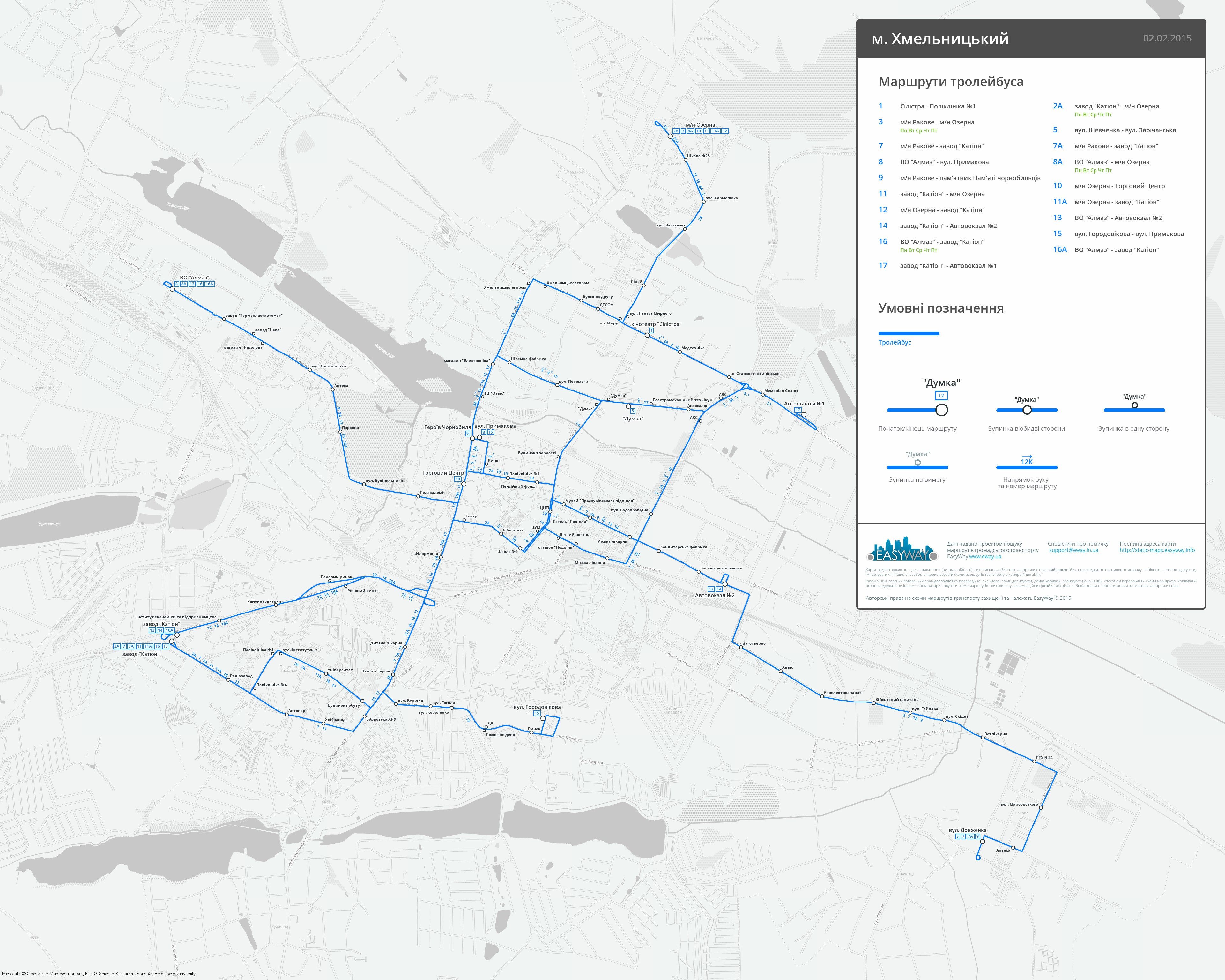
Схема троллейбусных маршрутов

Троллейбус в Хмельницком является одним из приоритетных видов общественного транспорта, покрывающего как центр города, так и удаленные от него микрорайоны. В 2012 году троллейбусами и автобусами предприятия КП «Электротранс» перевезено 39,4 млн пассажиров.
7 ноября 1929 года в Проскурове началось регулярное движение автобуса.

### Железнодорожный транспорт

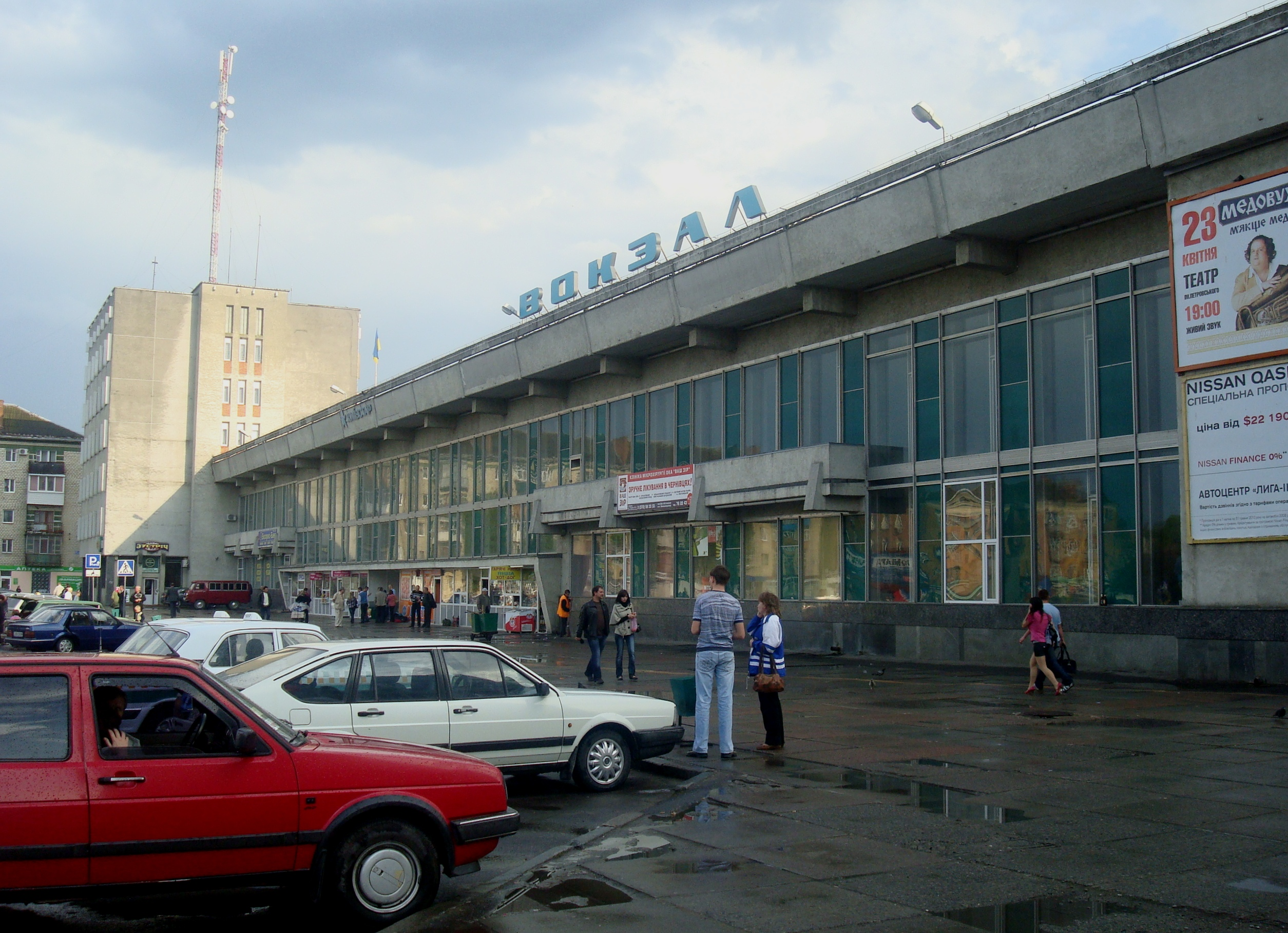
Здание вокзала

В 1870 году в истории Проскурова произошло событие, существенно повлиявшее на дальнейшее развитие города, — было завершено строительство железнодорожной линии Жмеринка — Проскуров — Волочиск. Одновременно с строительством станции построен вокзал. Во время войны 1941—1945 годов станционные сооружения (в частности вокзал) существенно пострадали, в послевоенные годы встал вопрос о строительстве нового вокзала. Таким образом, в 1951—1952 годах первый вокзал был снесен, а на его месте построен новый. В 1984 году произошла очередная полная перестройка вокзала.
Важную роль в транспортной инфраструктуре города играют железнодорожные остановки Гречаны, Вещевой Рынок, Каменецкий Переезд, Хмельницкий-Пассажирский, Раково.

### Воздушное сообщение
Фактически, авиапредприятие основано и начало самостоятельную работу 10 марта 1984 года.
Много лет аэропорт «Хмельницкий» полноценно не функционировал. Когда-то аэропорт принимал и пассажирские, и грузовые рейсы. Но в последние годы тут летали только Ан-2, обрабатывающие сельскохозяйственные угодья. В 2012 году аэропорт лишился полётного сертификата.
В 2015 году был объявлен план реконструкции аэропорта. В марте 2019 года состоялись пробные полёты малой авиации. В 2020 году запущена полноценная работа малой авиации.

### Трамвай
Весной 1910 года городские власти объявили конкурс проектов на электрификацию города. В конкурсе приняли участие четыре частных лица, среди которых был купец Давид Ниренберг. Все обещали построить в Проскурове электростанцию и проложить электросети, но только купец после этого всего провозглашался построить еще и трамвай.
Впрочем, городские власти проект Ниренберга не поддержали и идея появления в городе трамвайной системы не была реализована.

## Архитектура
Хмельницкому присуща четкая планировка. В центре города частично сохранилась историческая застройка, в том числе, на улице Проскуровской.
Дома Хмельницкого (Проскурова) XIX — нач. XX веков — в основном образцы так называемого кирпичного стиля, в жилой застройке Хмельницкого есть и адаптации столичных архитектурных стилей, в частности модерна, а культовым сооружениям города присущи черты классицизма.
В целом Хмельницкий пережил тяжелые времена в XX веке — город значительно пострадал во время Второй мировой войны, уничтожены десятки памятников архитектуры прошлого.
Начиная с 1960-1970-х годов застройка городского центра начинает приобретать более современный характер, в её разработке участвуют киевские архитекторы и художники. Среди наиболее заметных зданий второй половины XX века — здание драматического театра по проекту архитектора Клавдии Львовны Юровской, характерное своеобразными архитектурными решениями и отмеченное архитектурными премиями.

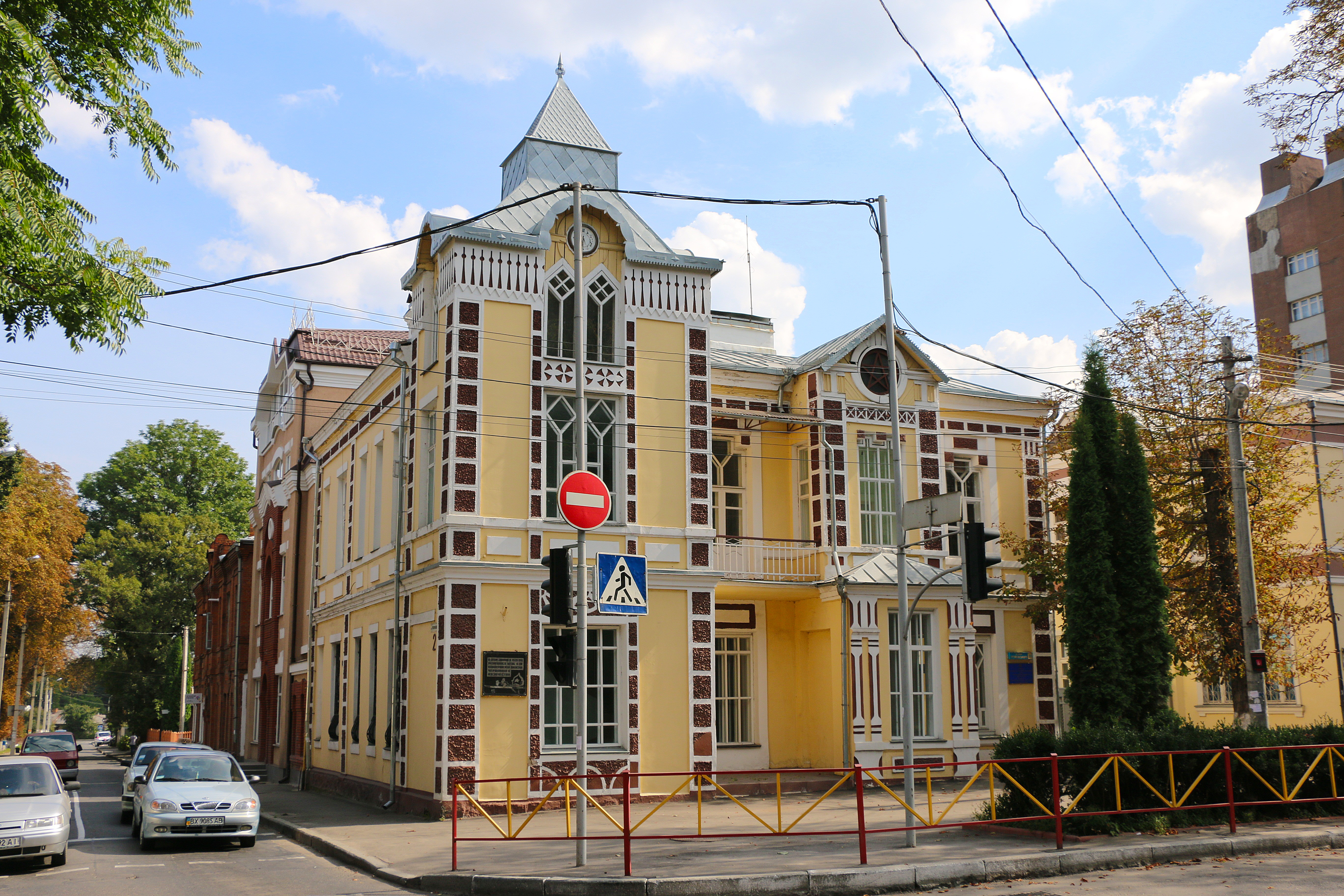
Элемент городской архитектуры
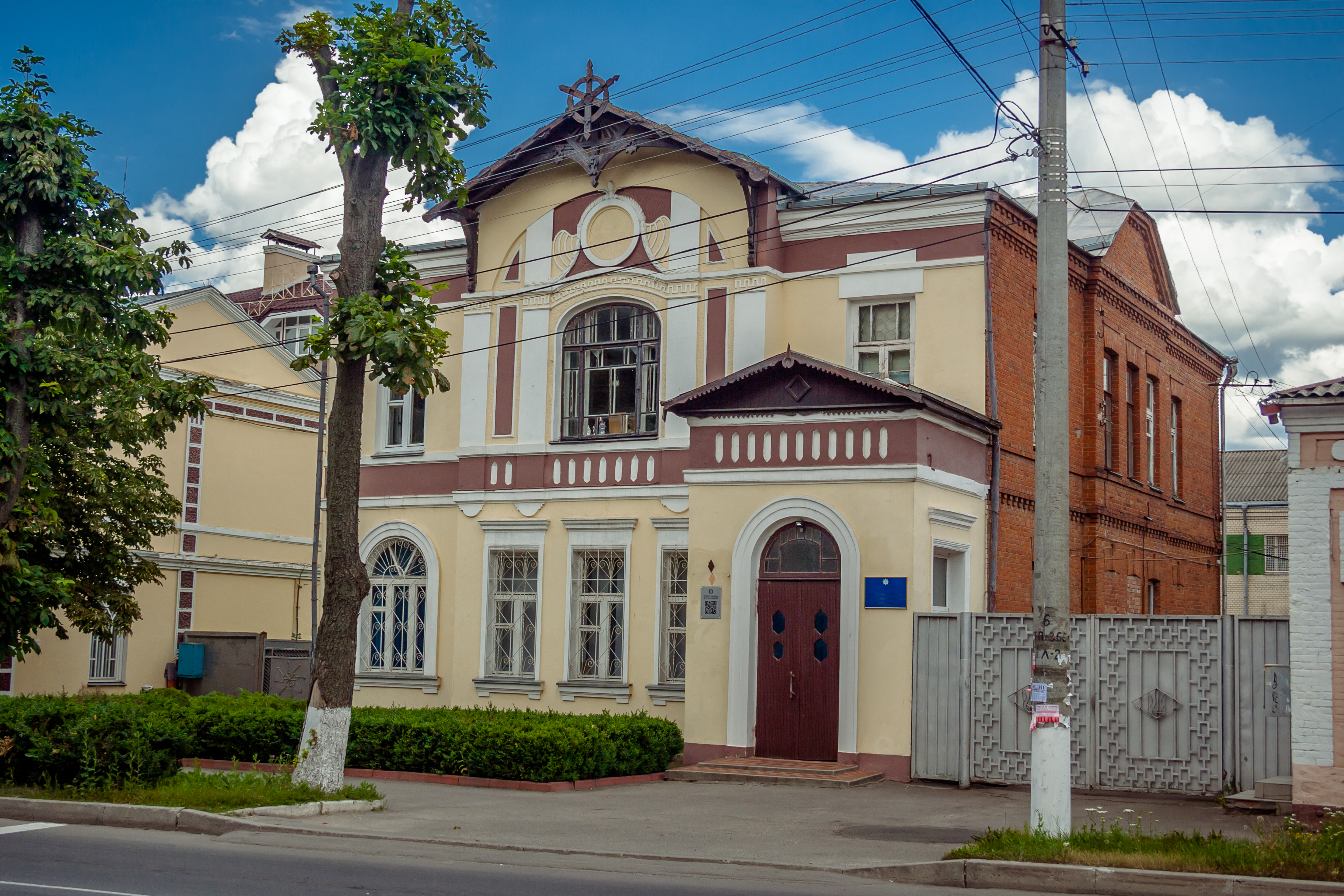
Старый особняк XIX ст.
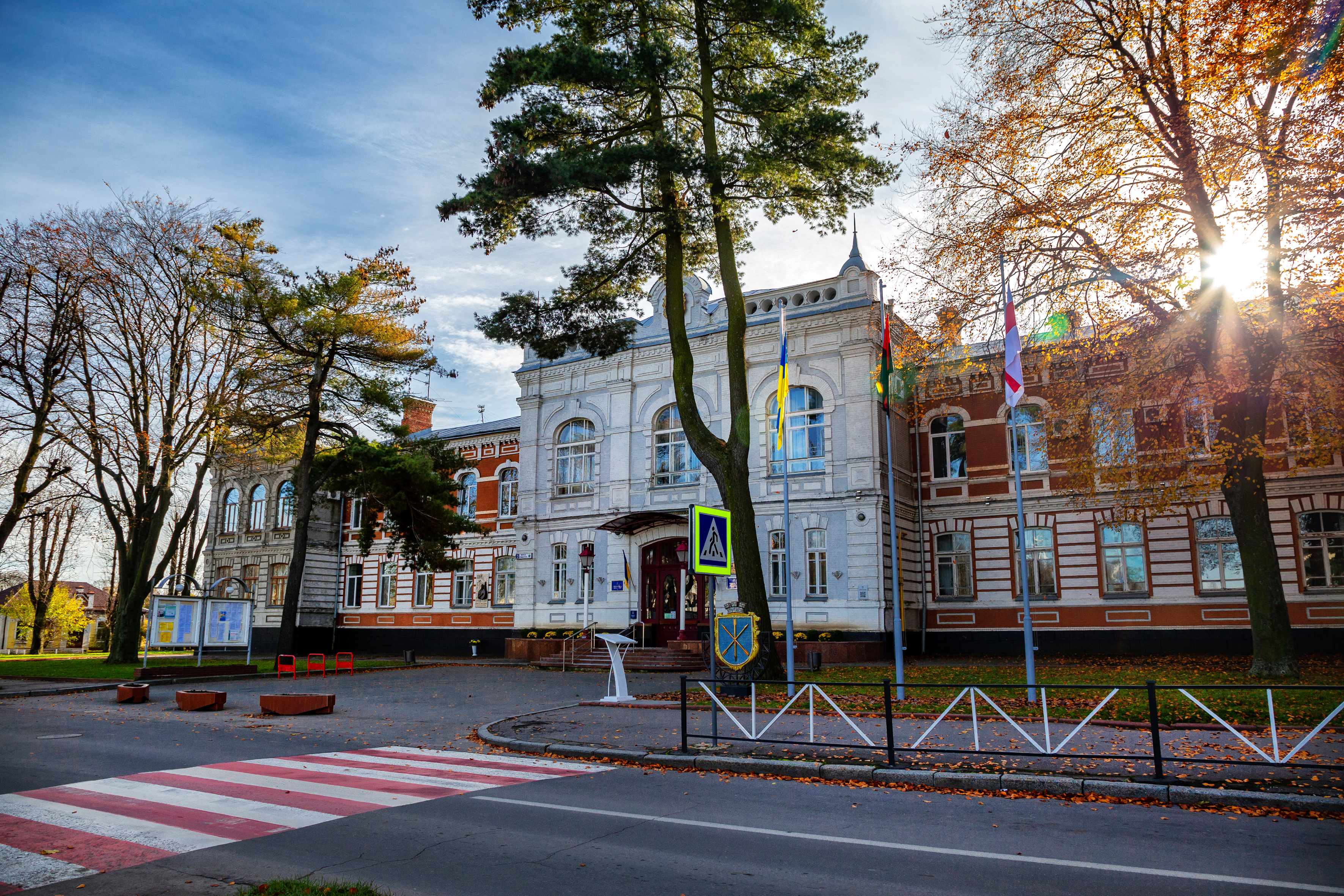
Городской совет
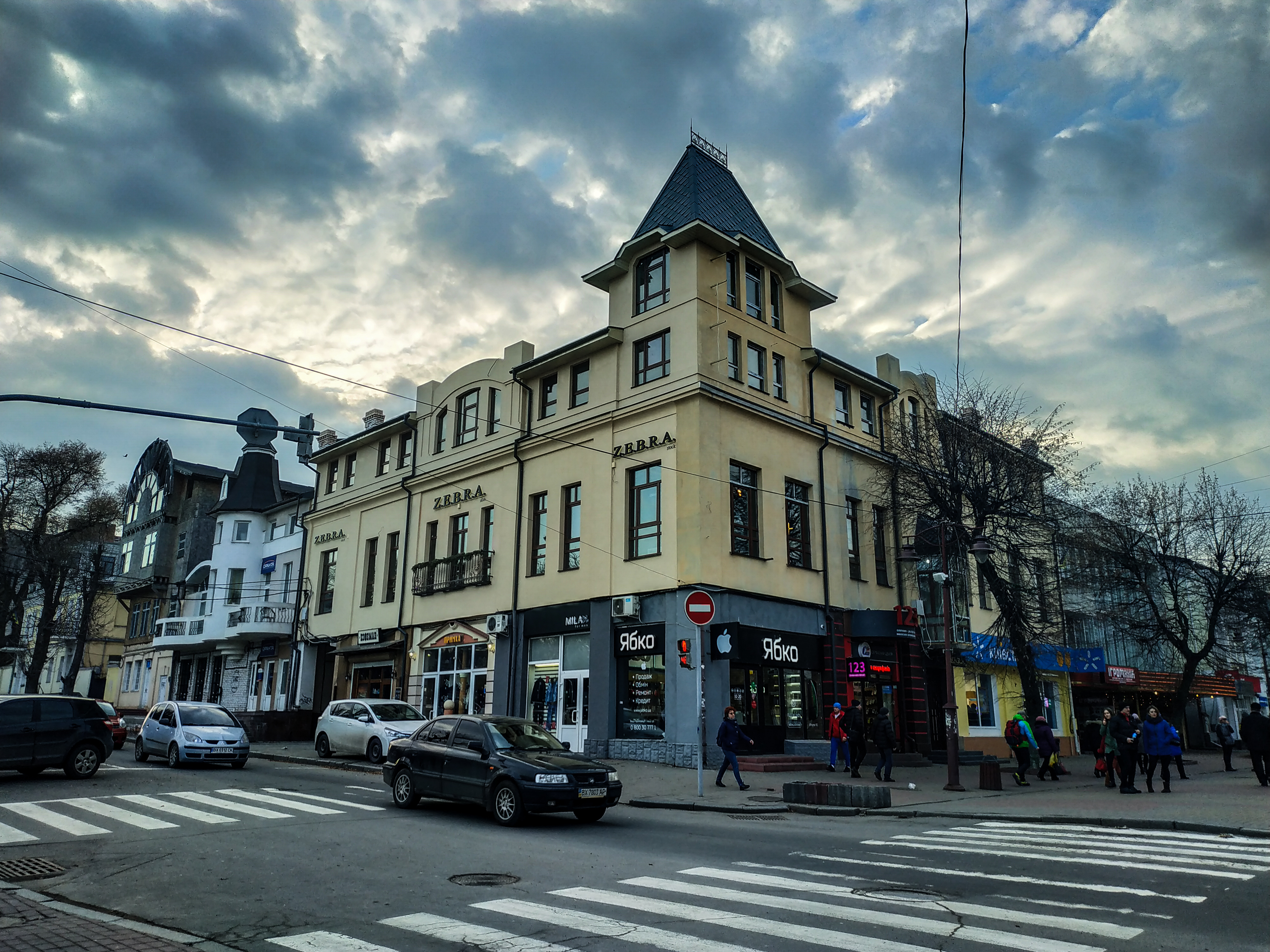
Ул. Проскуровская
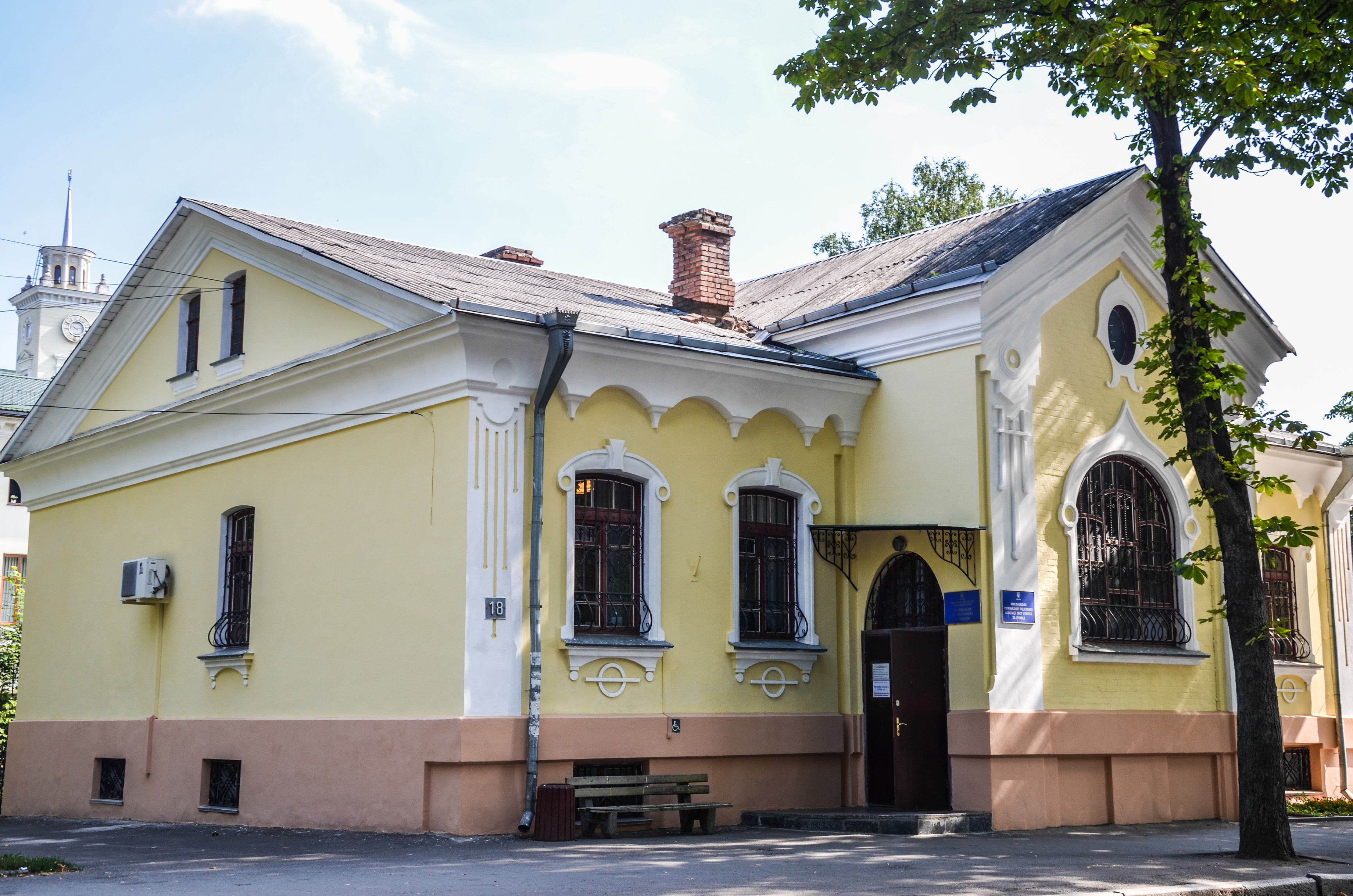
Старый особняк XIX ст.
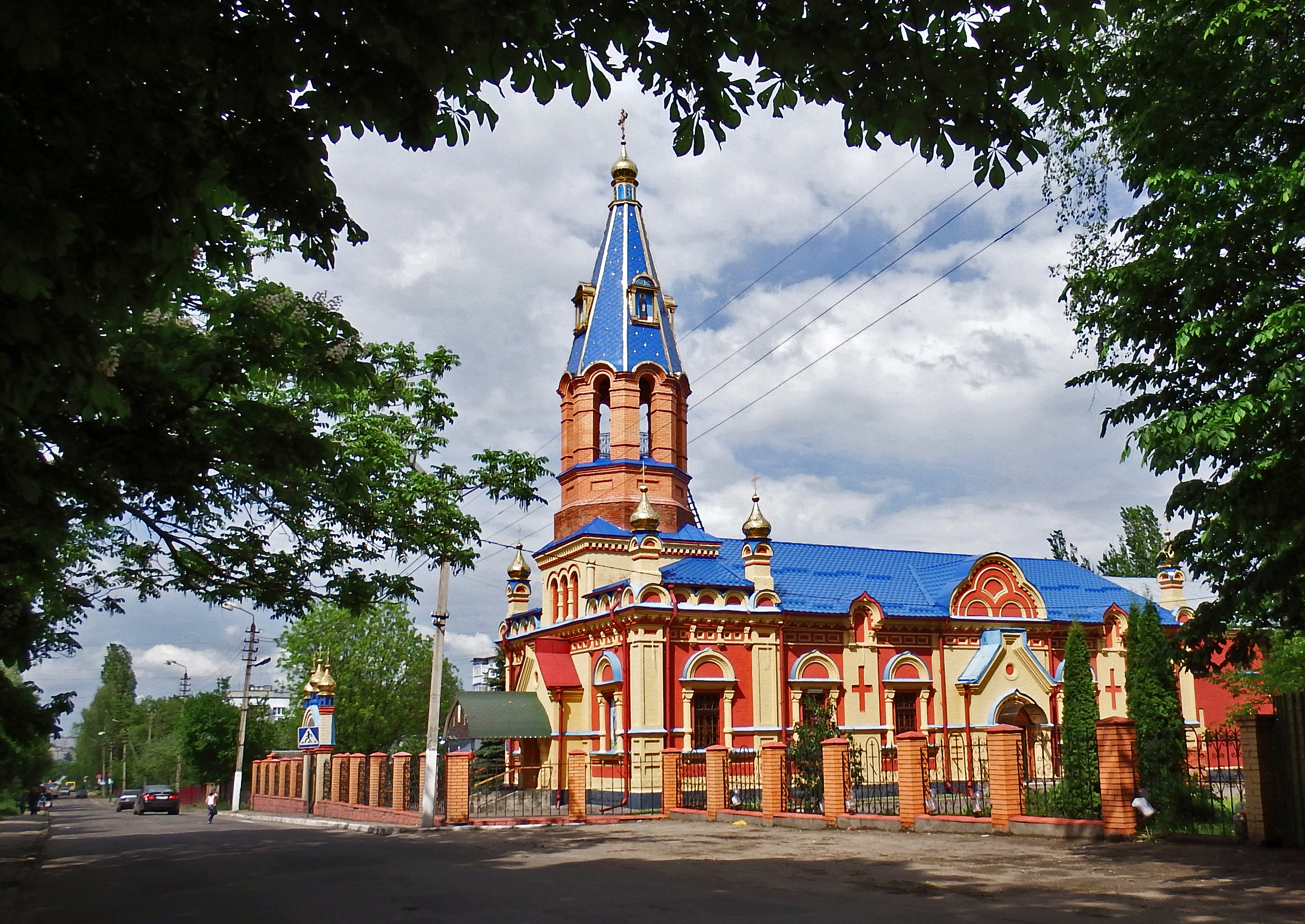
Собор Андрея Первозванного
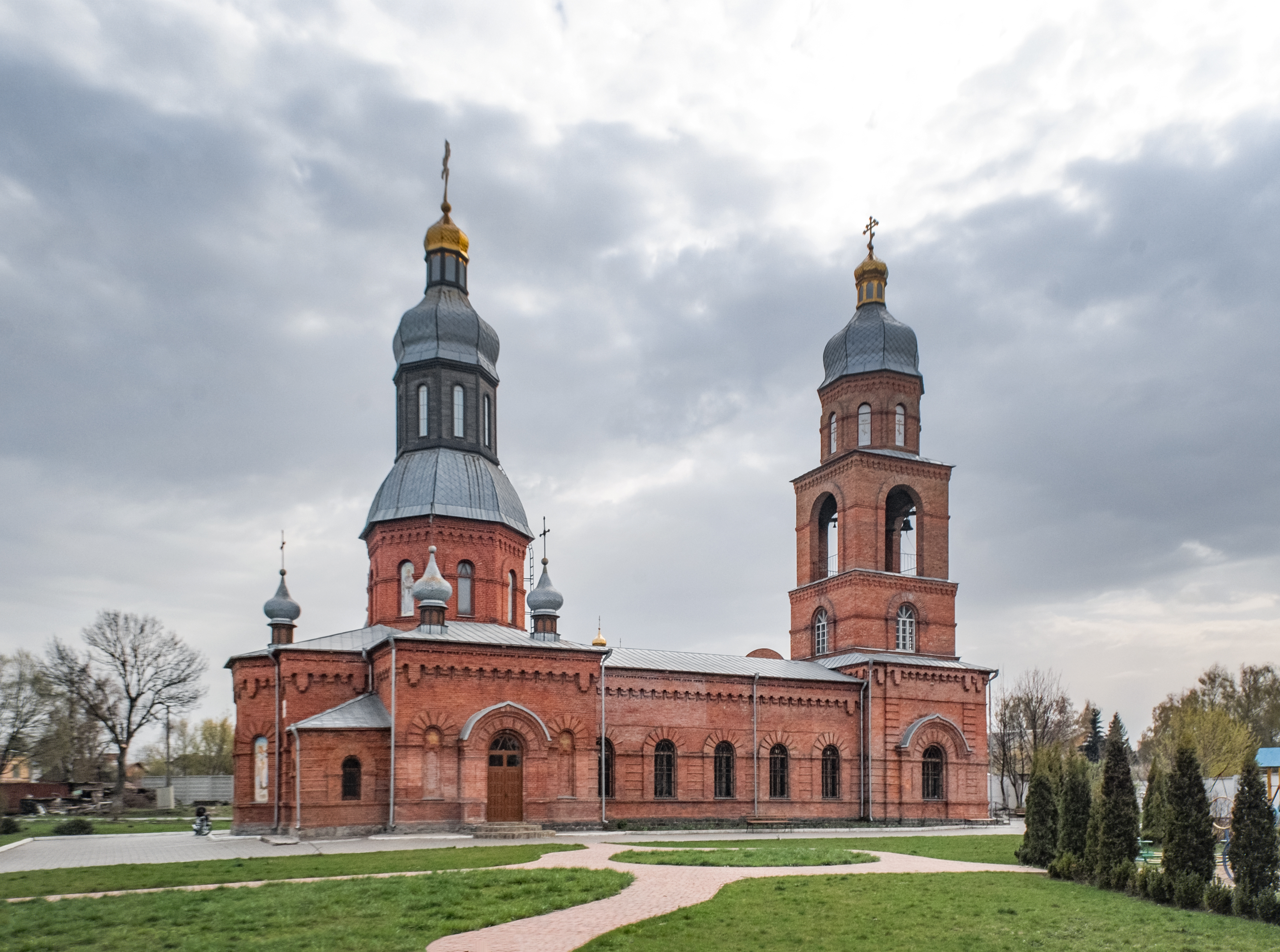
Свято-Георгиевский храм
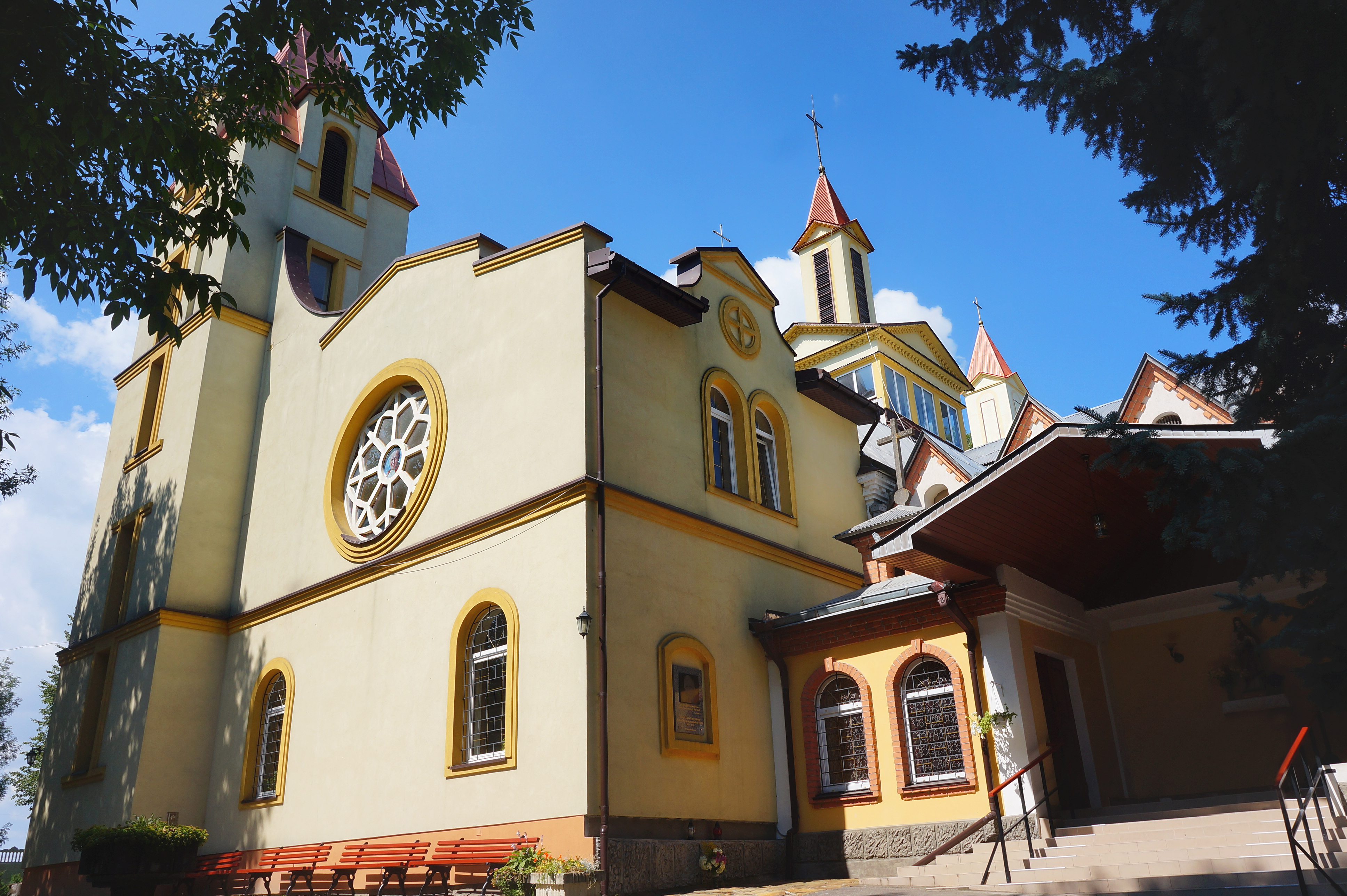
Костел святой Анны
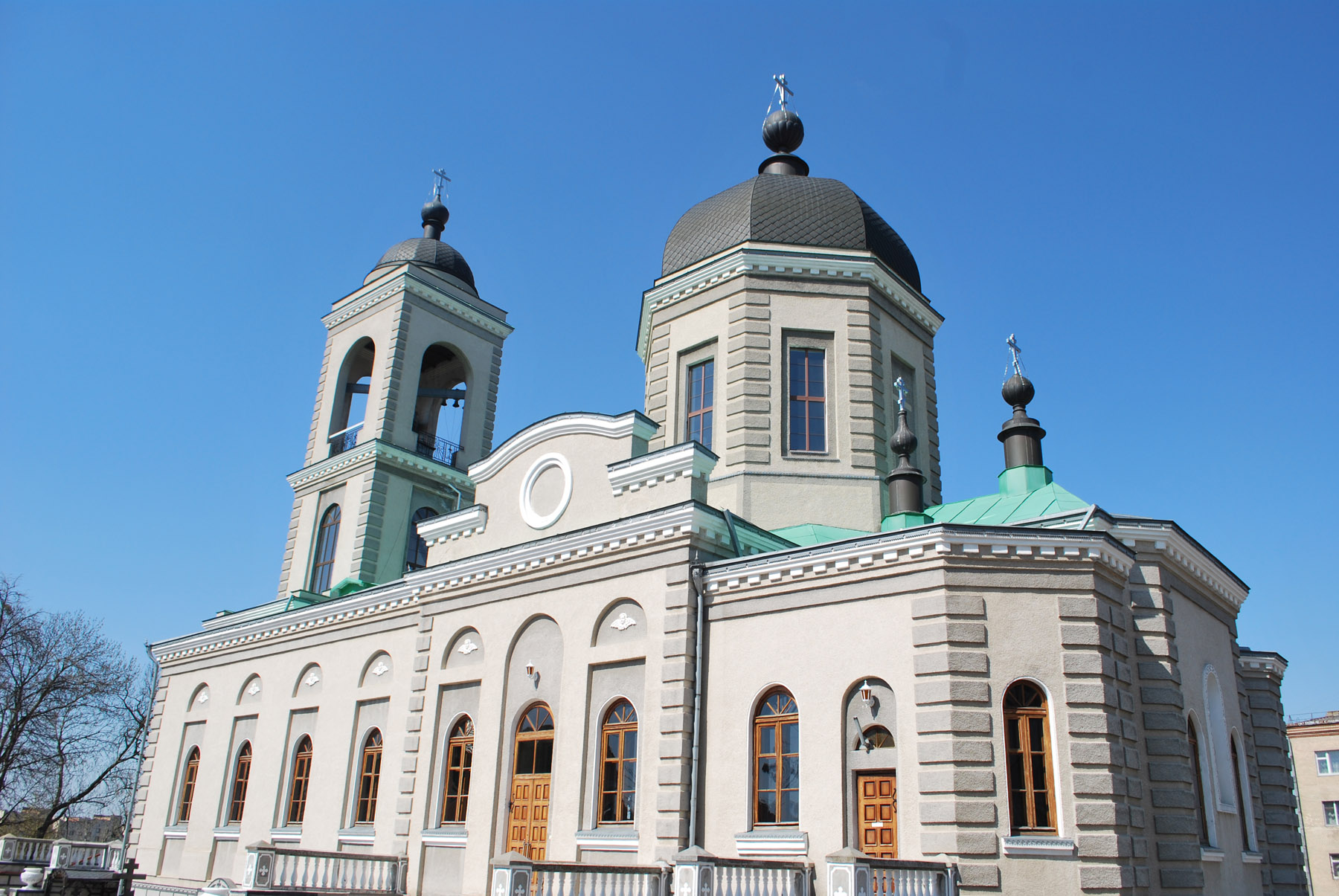
Свято-Покровский Кафедральный собор
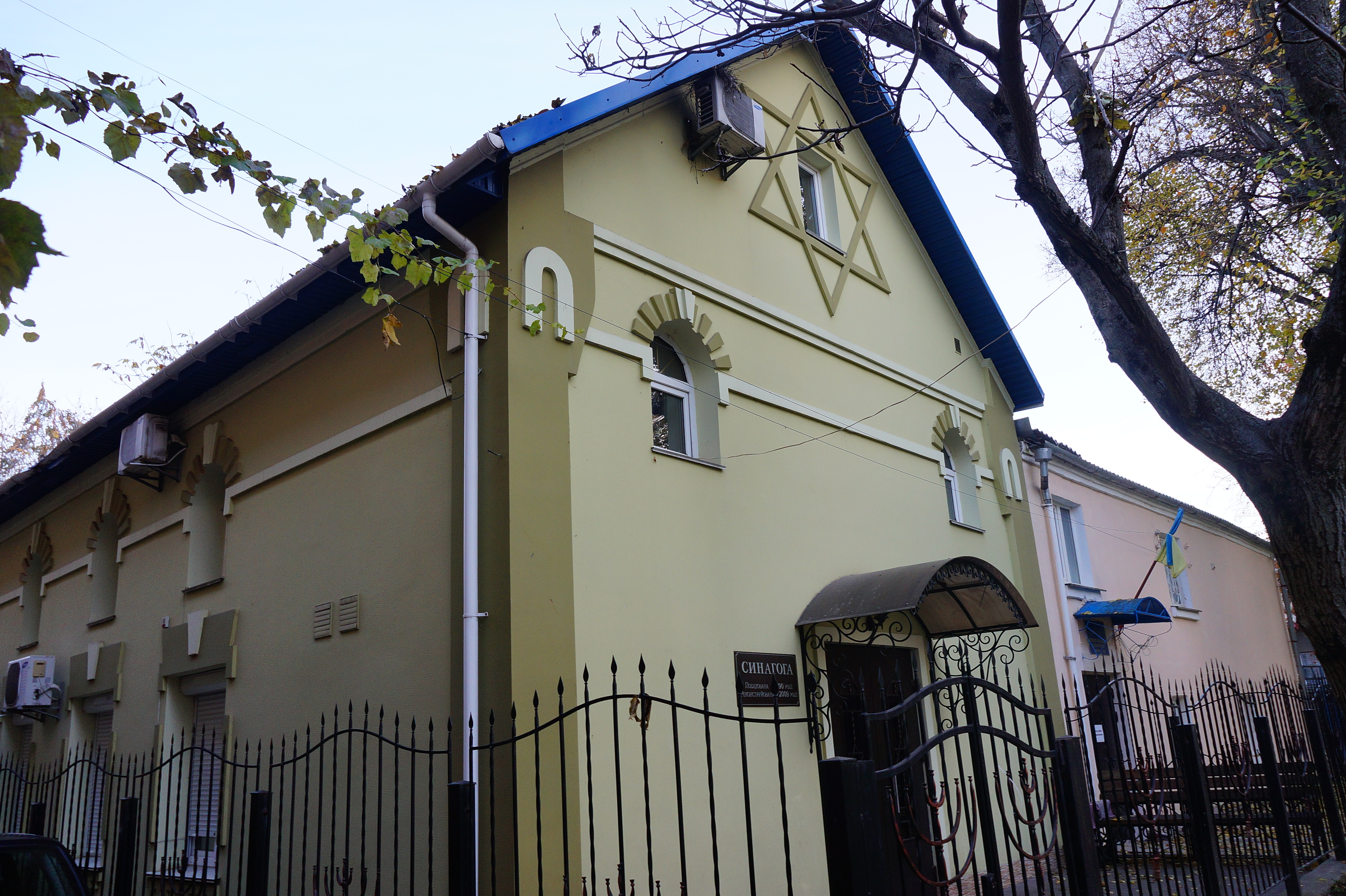
Синагога

### Парки и скверы
В Хмельницком нет больших парковых зон, но здесь достаточно много небольших парков и скверов.
Среди самых известных:
- Парк культуры и отдыха имени Михаила Чекмана
- Парк «Заречье»
- Парк имени Ивана Франко
- Сквер имени Тараса Шевченко
- Дендропарк «Подолье»
- Парк «Ракове»
- Сад Григория Сковороды
- Лезневецкое урочище

### Памятники
В городе установлены памятники и мемориальные доски Второй мировой войны, жертвам еврейского поргрома 1919 года, жертвам политических репрессий, «Пожарным Чернобыля», погибшим в Афганистане и других локальных войнах, Богдану Хмельницкому, Барону Мюнхгаузену, Вячеславу Черноволу, Ивану Франко, Тарасу Шевченко, Иоанну Павлу II и многим другим известным писателям и общественным деятелям.

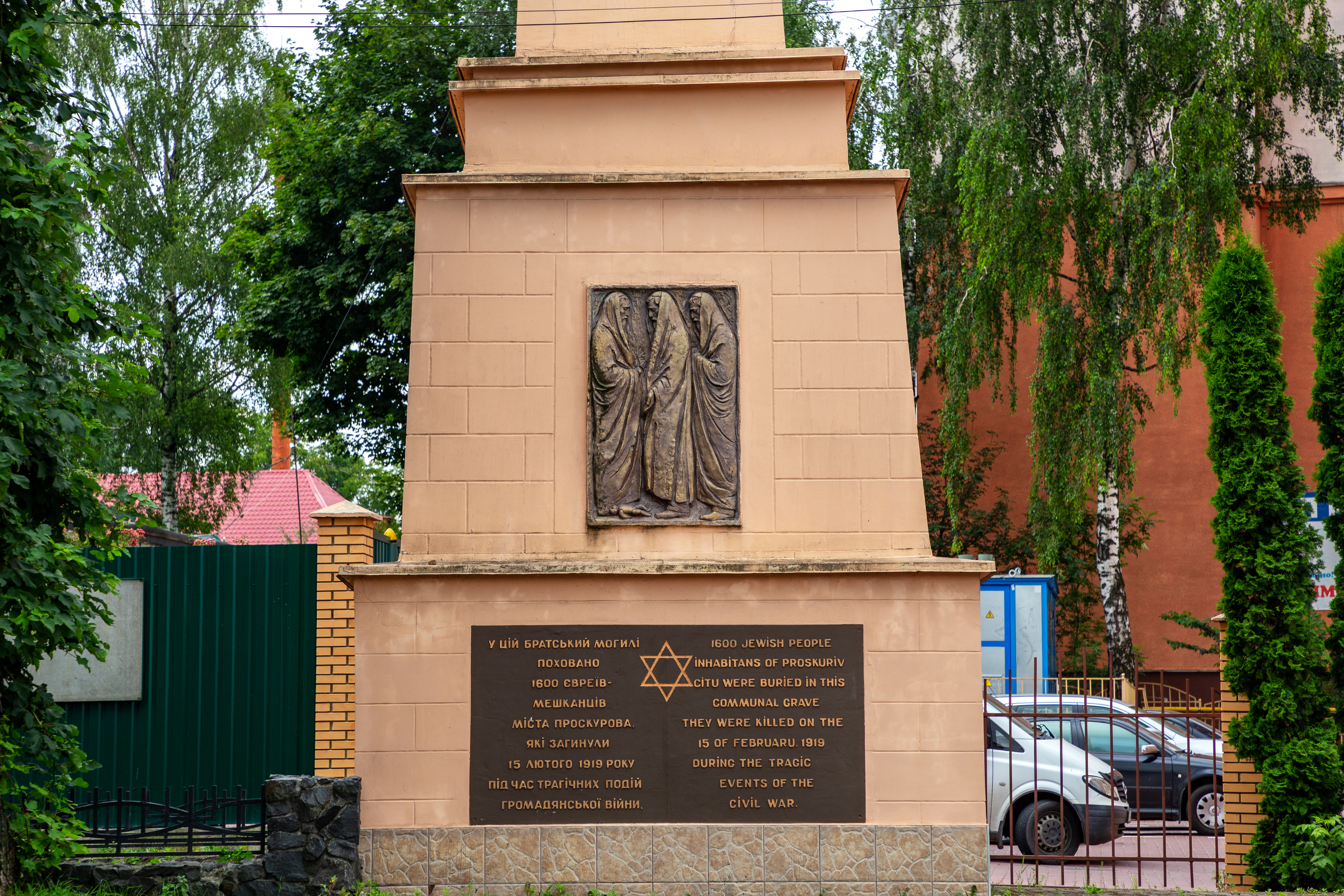
Мемориал жертвам Проскуровского погрома
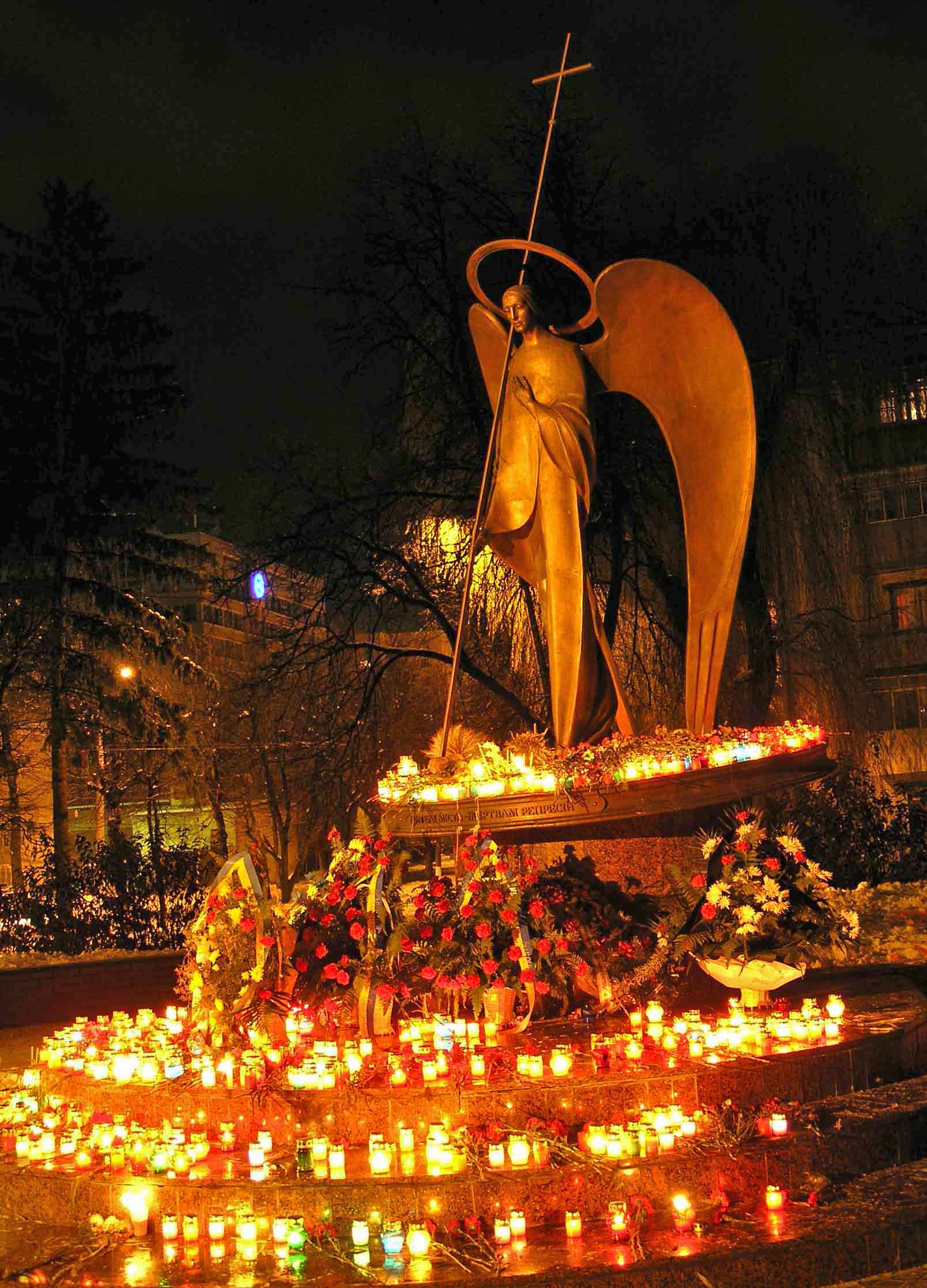
Памятник жертвам политических репрессий
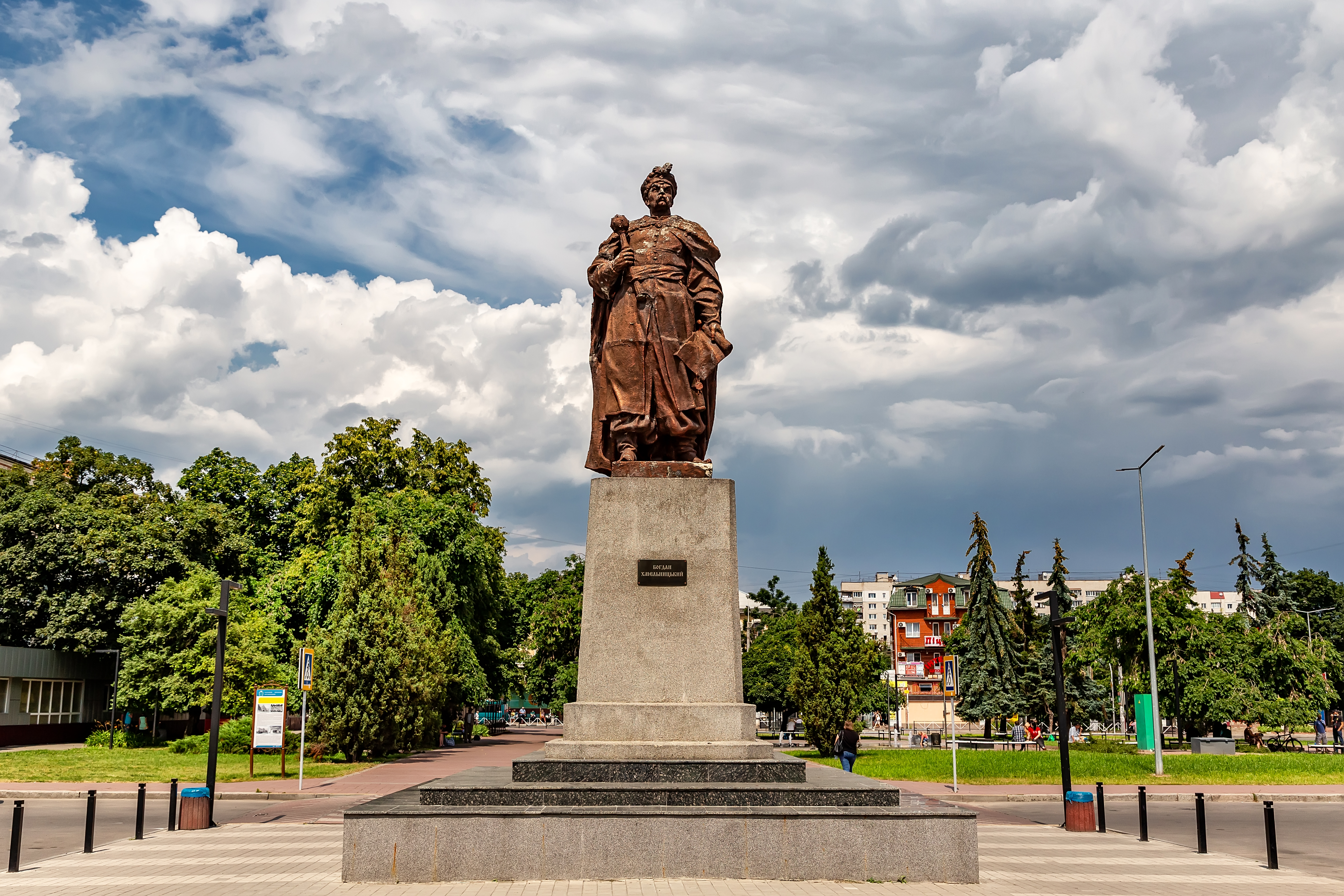
Памятник Богдану Хмельницкому
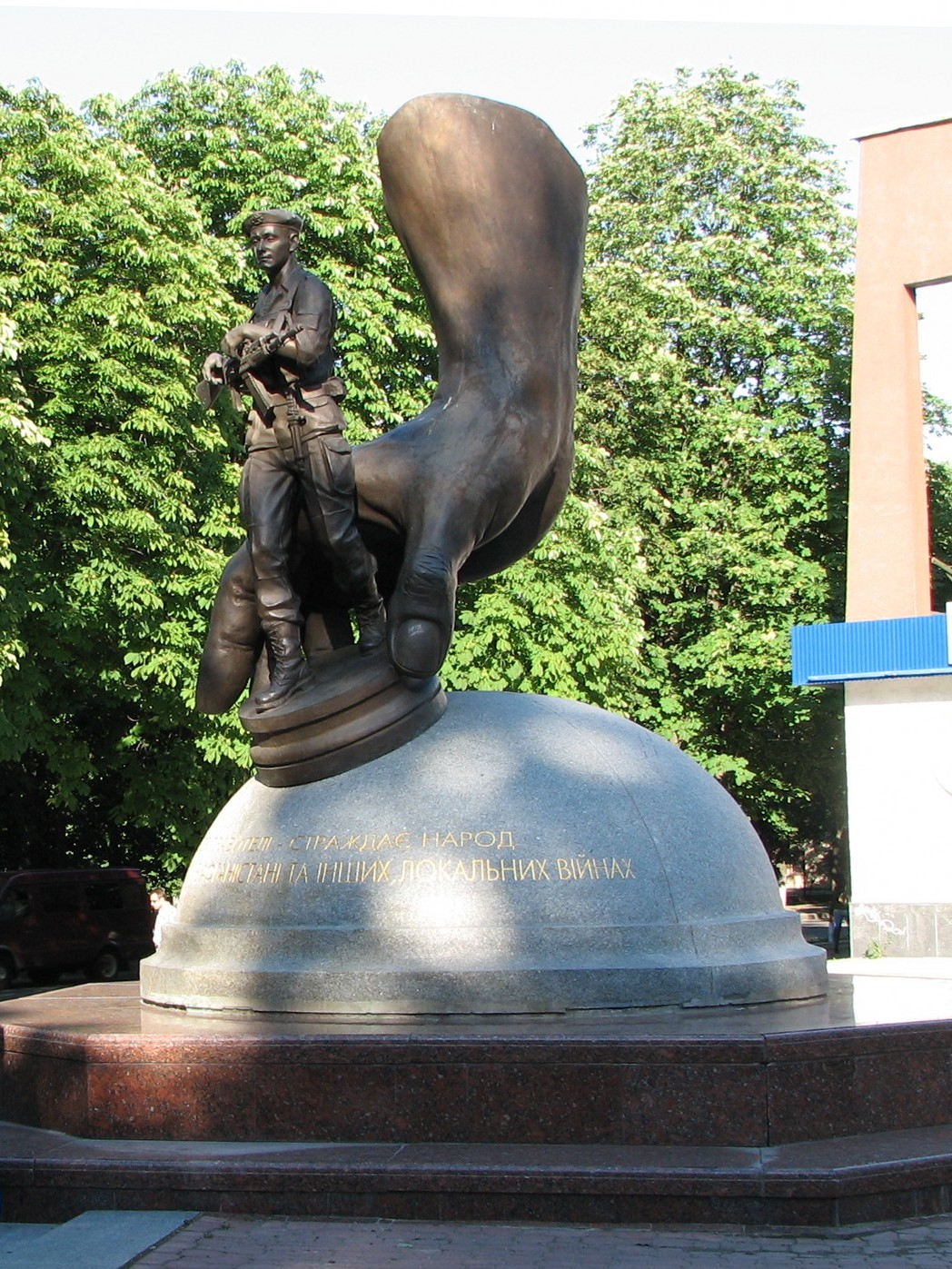
Памятник погибшим в Афганистане и других локальных войнах
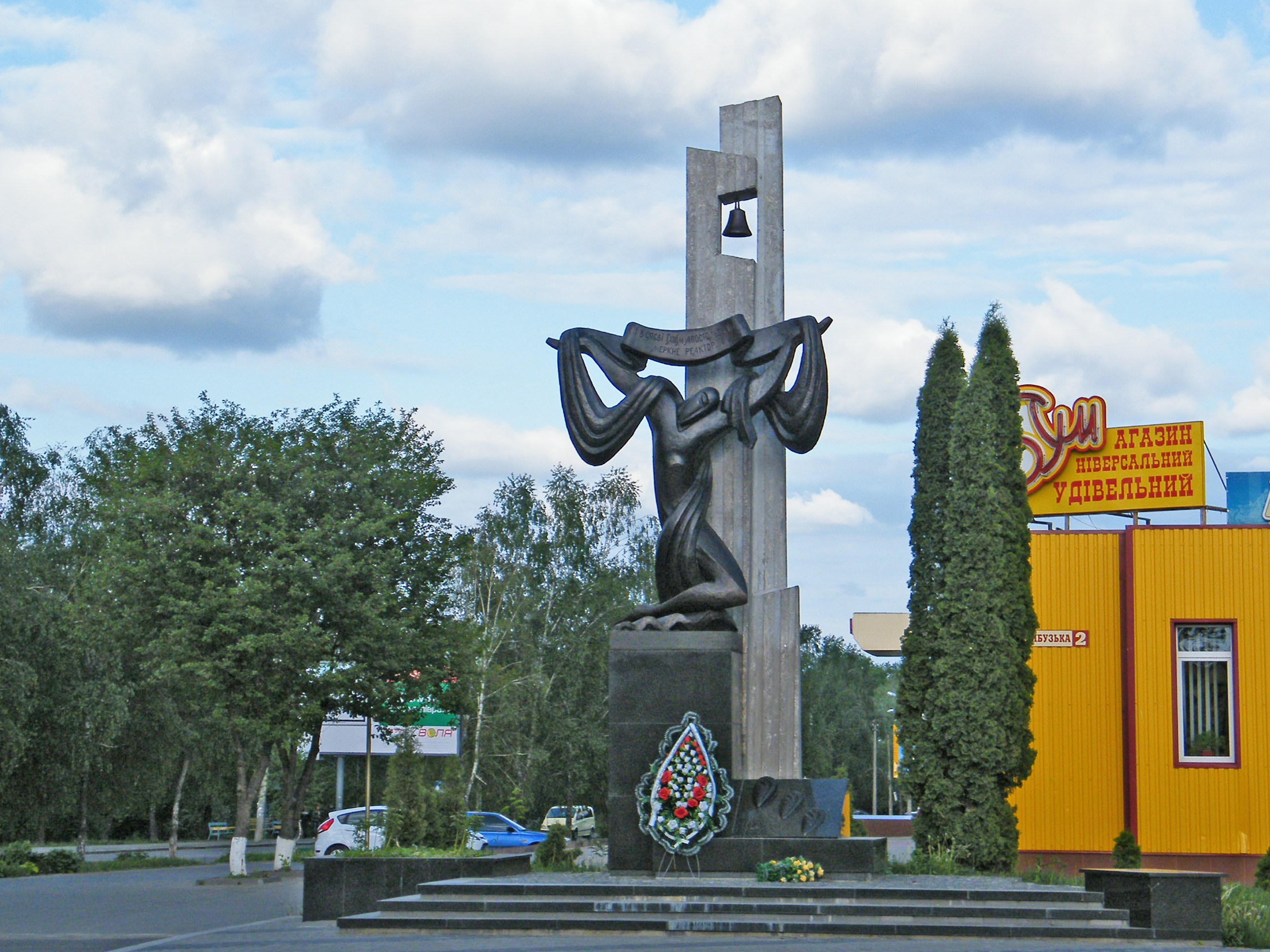
Памятник «Пожарным Чернобыля»

## Образование

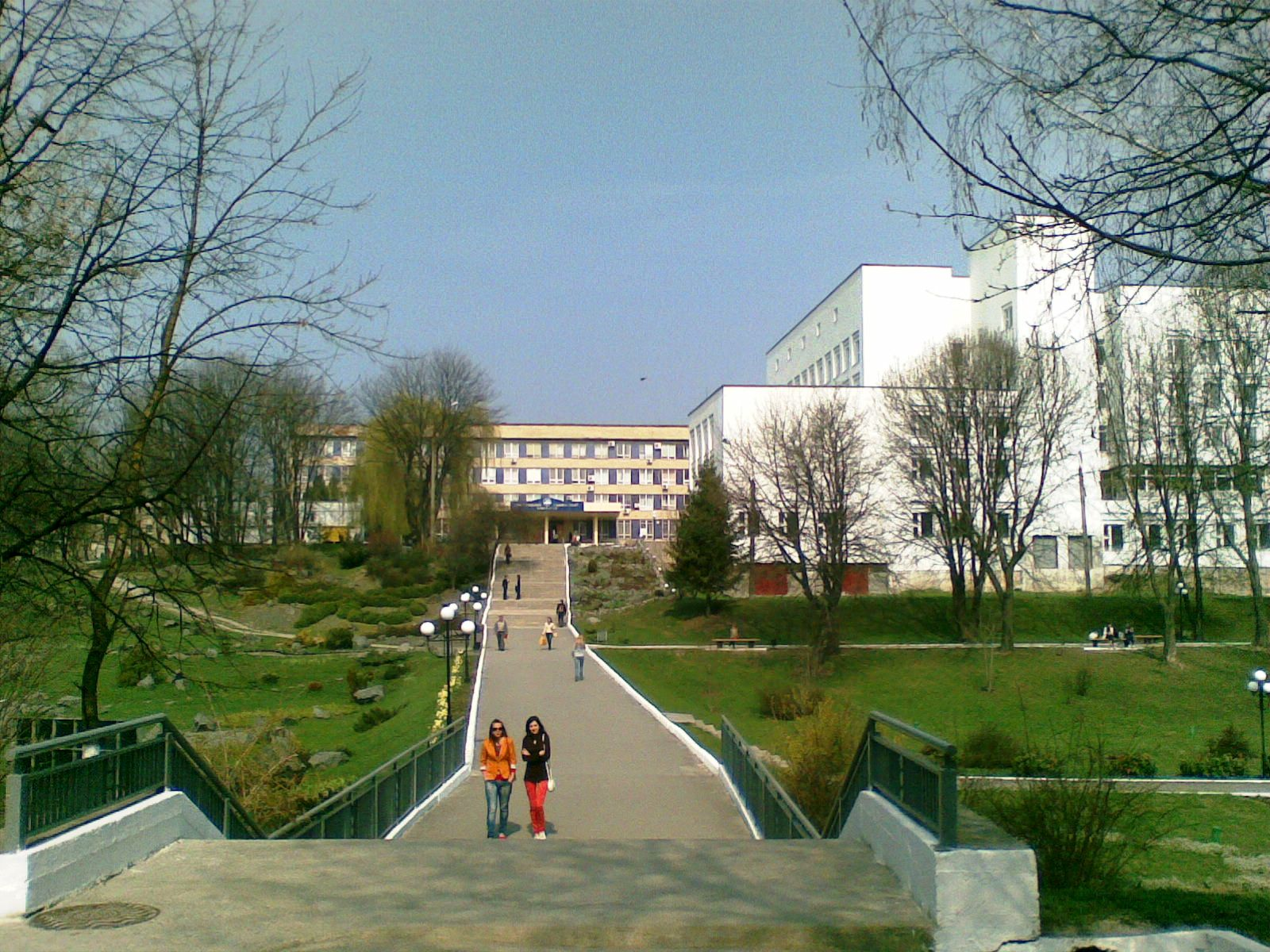
Хмельницкий национальный университет

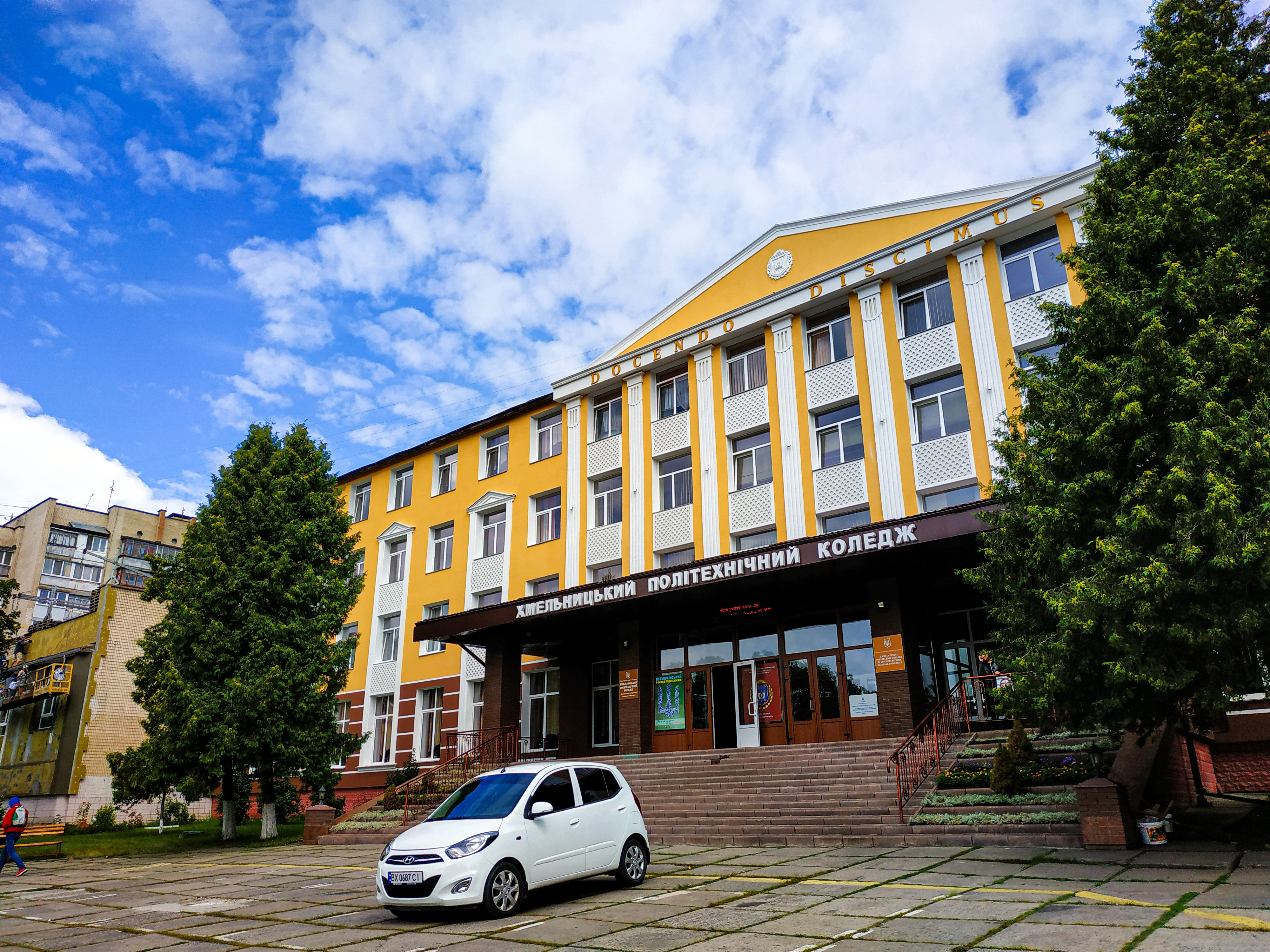
Хмельницкий политехнический колледж

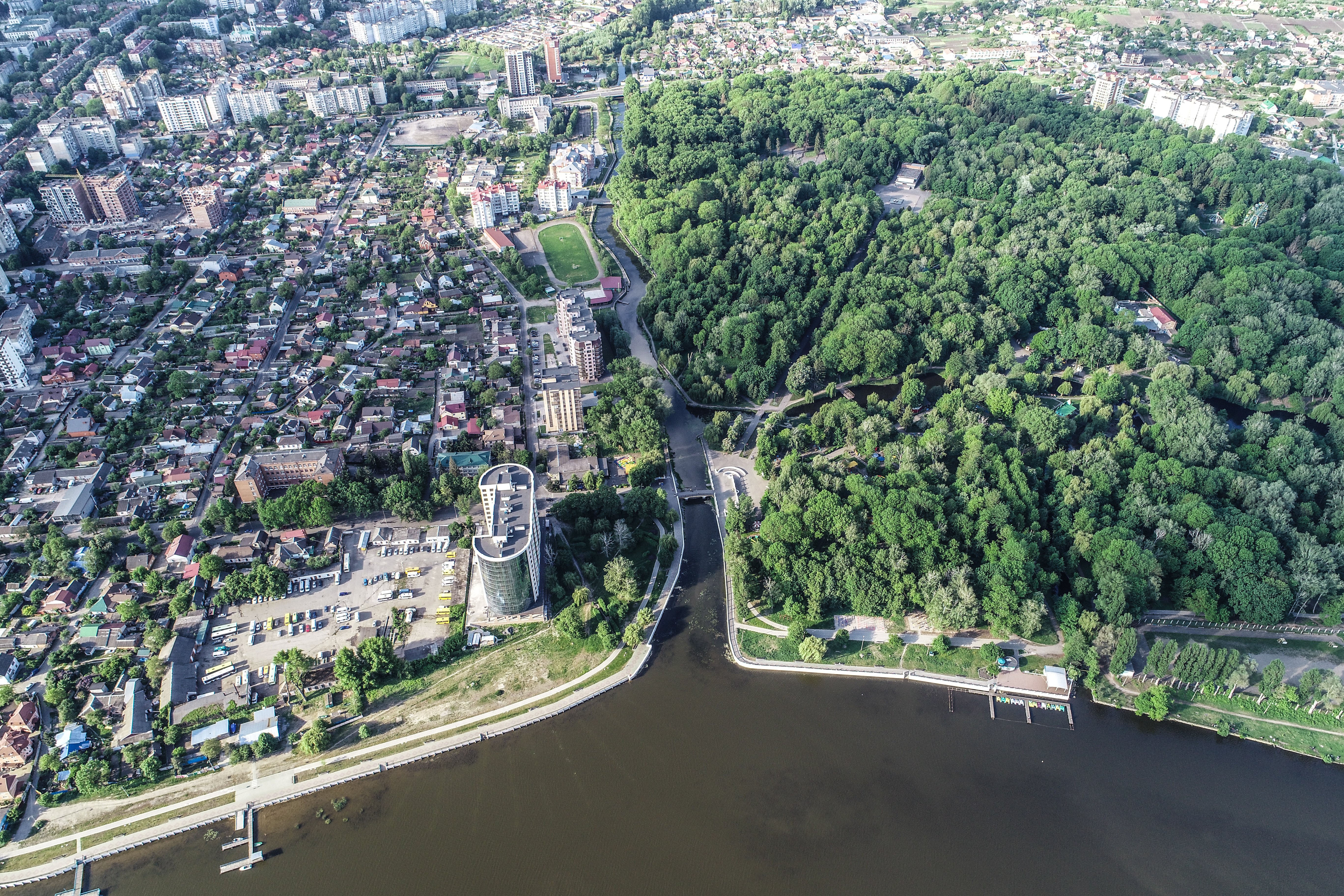
Парк культуры и отдыха им. М. Чекмана

В городе работают вузы III—IV уровней аккредитации и III уровней аккредитации, как государственные (преимущественно), так и несколько частных. Вузы Хмельницкого в основном являются отдельными учебными заведениями, но также есть и филиалы общегосударственных ЗВО.

#### Университеты, академии и институты
- Хмельницкий национальный университет
- Национальная академия Государственной пограничной службы Украины имени Б. Хмельницкого[35]
- Хмельницкий университет управления и права
- Хмельницкая гуманитарно-педагогическая академия
- Хмельницкий торгово-экономический институт
- Университет экономики и предпринимательства
- Хмельницкий экономический университет
- Хмельницкий институт МАУП
- Хмельницкая гуманитарно-педагогическая академия
- Хмельницкий институт конструирования, моделирования швейных изделий
- Хмельницкий институт социальных технологий Университета «Украина»

#### Высшие учебные заведения I—II уровней аккредитации и профессионально-технические училища
- Хмельницкое музыкальное училище имени В. Зарембы
- Хмельницкий профессиональный лицей электроники
- Хмельницкий базовый медицинский колледж
- Хмельницкий торгово-экономический колледж Хмельницкого кооперативного торгово-экономичного института
- Хмельницкое музыкальное училище имени В. Зарембы
- Хмельницкий политехнический колледж
- Хмельницкий финансово-экономический колледж Хмельницкого экономического университета

## Культура
Хмельницкий — значительный культурный центр Подолья и государства в целом. Здесь работают 4 театра и областная филармония, кинотеатры, несколько музеев, другие учреждения культуры.

### Театры и музеи
- Хмельницкий областной академический музыкально-драматический театр имени Михаила Старицкого
- Хмельницкий академический областной театр кукол
- Областная филармония
- Хмельницкий областной краеведческий музей
- Хмельницкий областной художественный музей
- Музей истории города Хмельницкого
- Музей-студия фотоискусства
- Литературный музей
- Комната-музей Григория Сковороды
- Музей-панорама «Освобождение Проскурова»
- Музей Холокоста и еврейской общины Хмельницкого

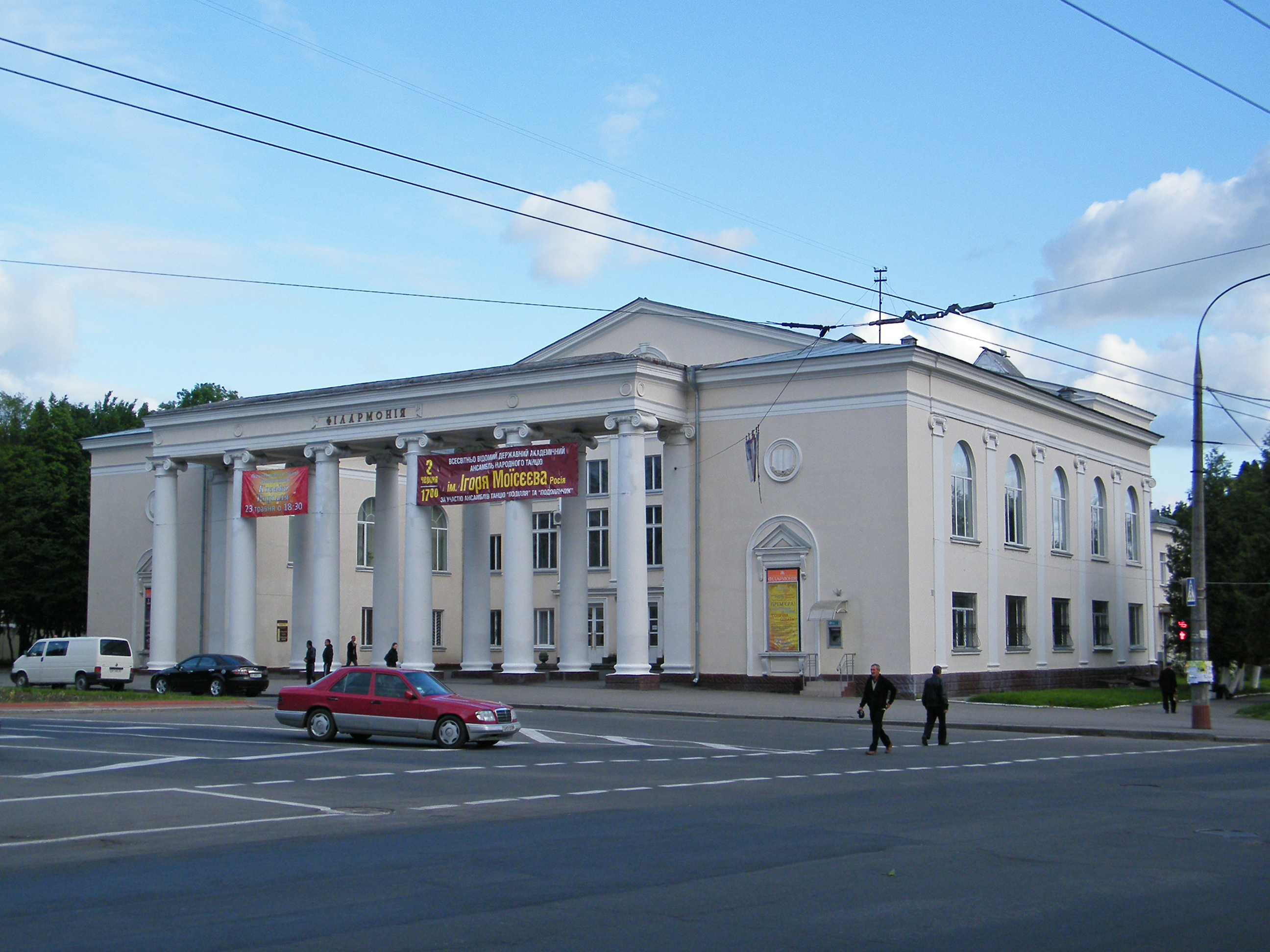
Областная филармония
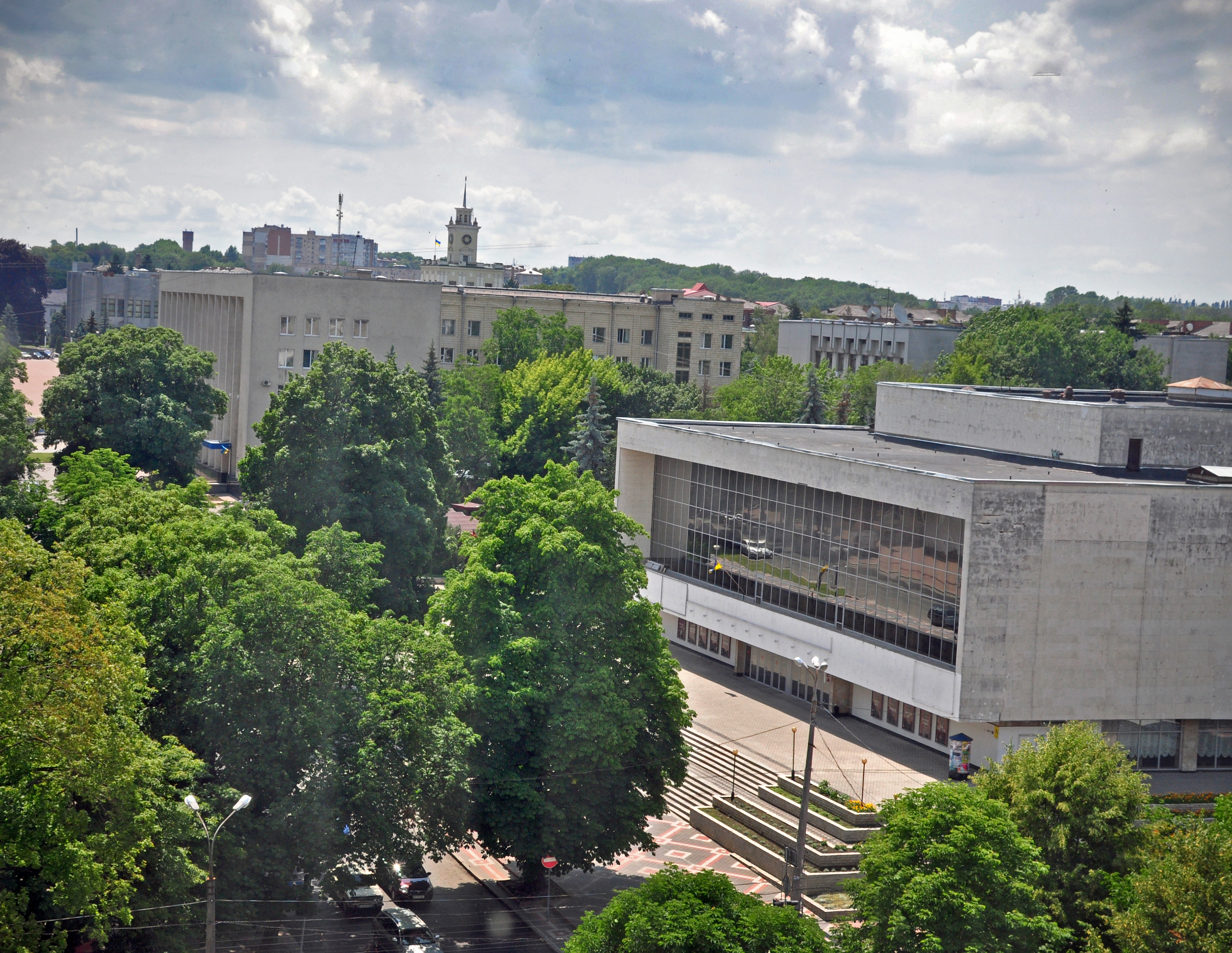
Театр имени М. Старицкого
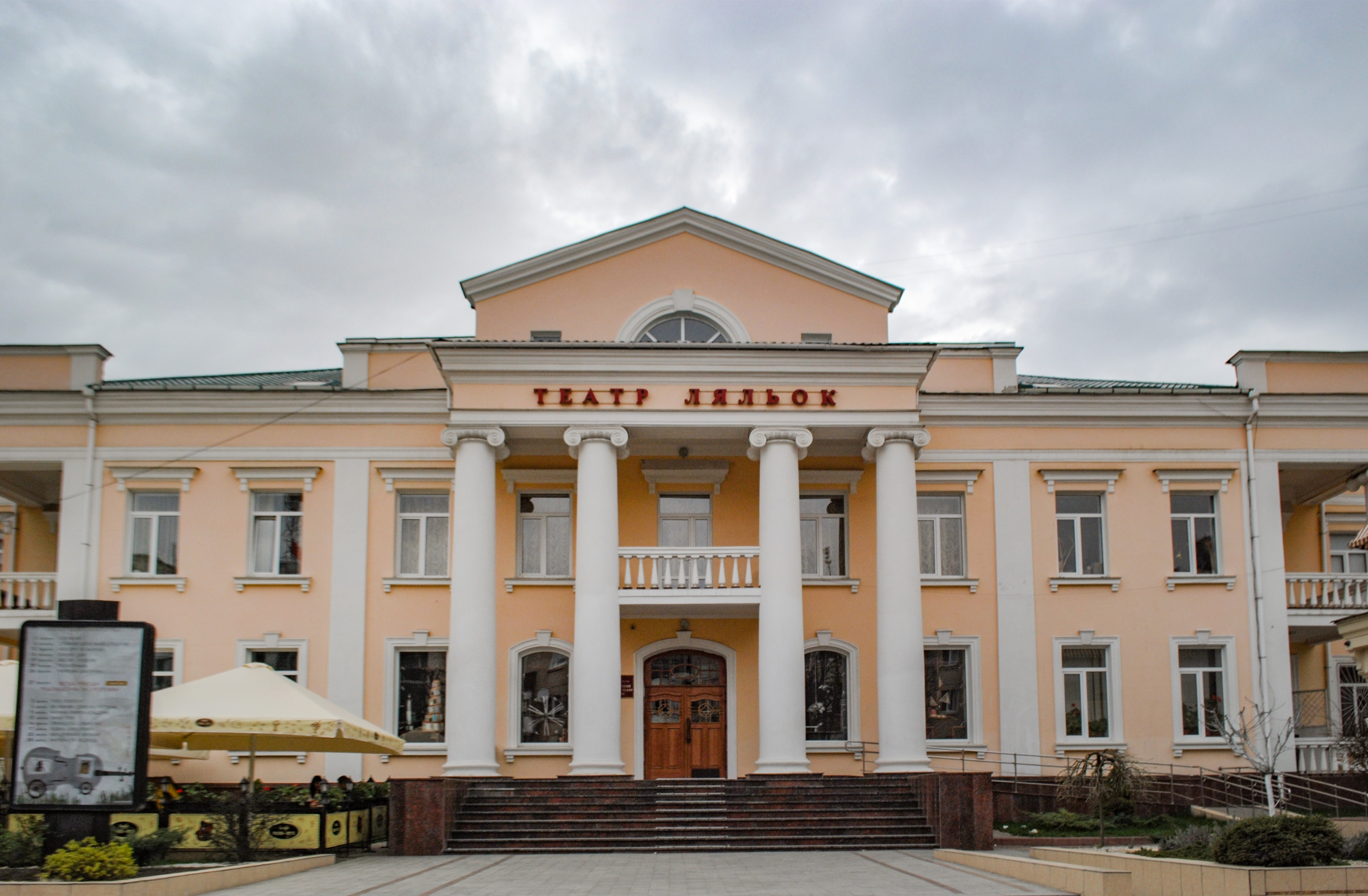
Театр кукол
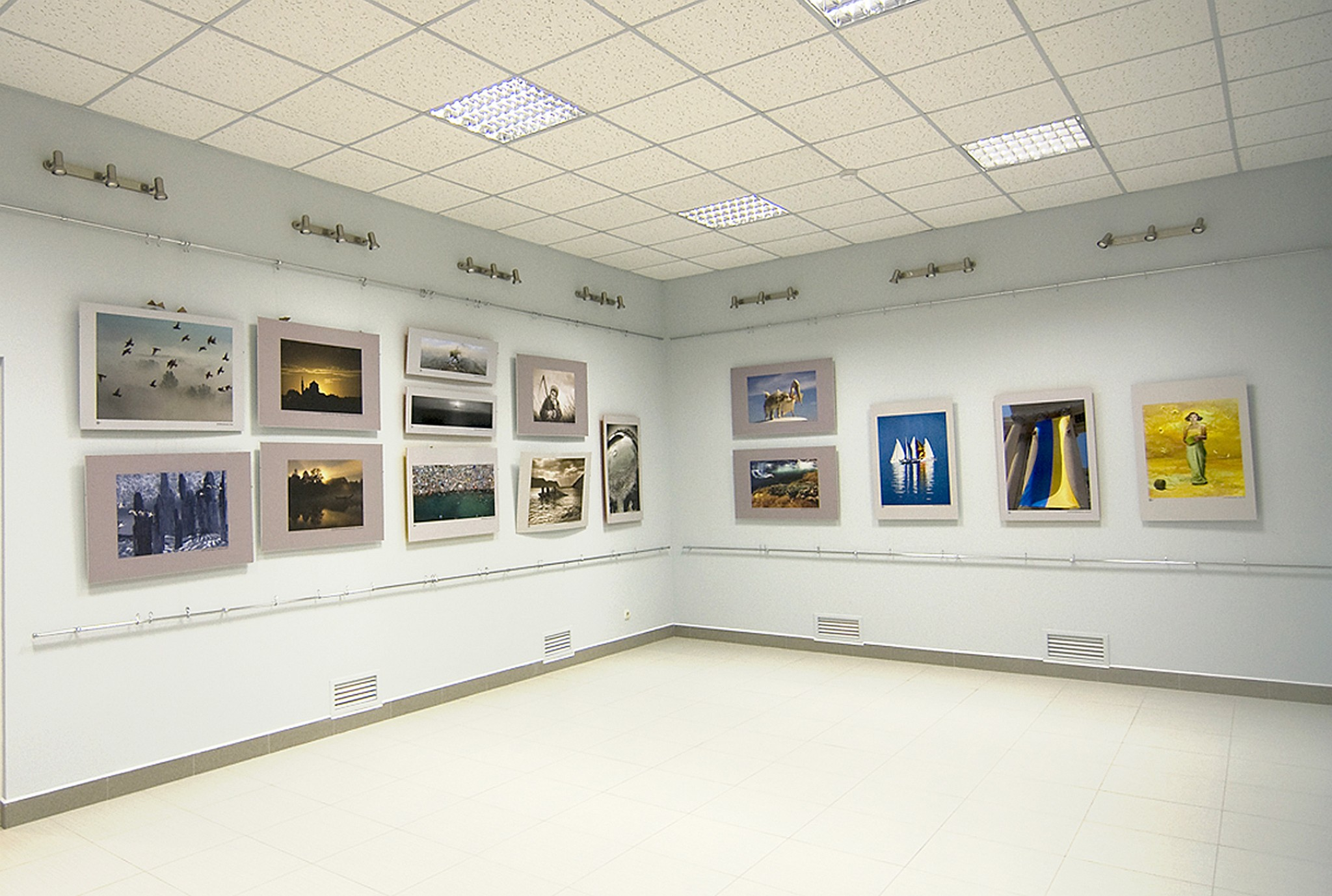
Музей-студия фотоискуcств
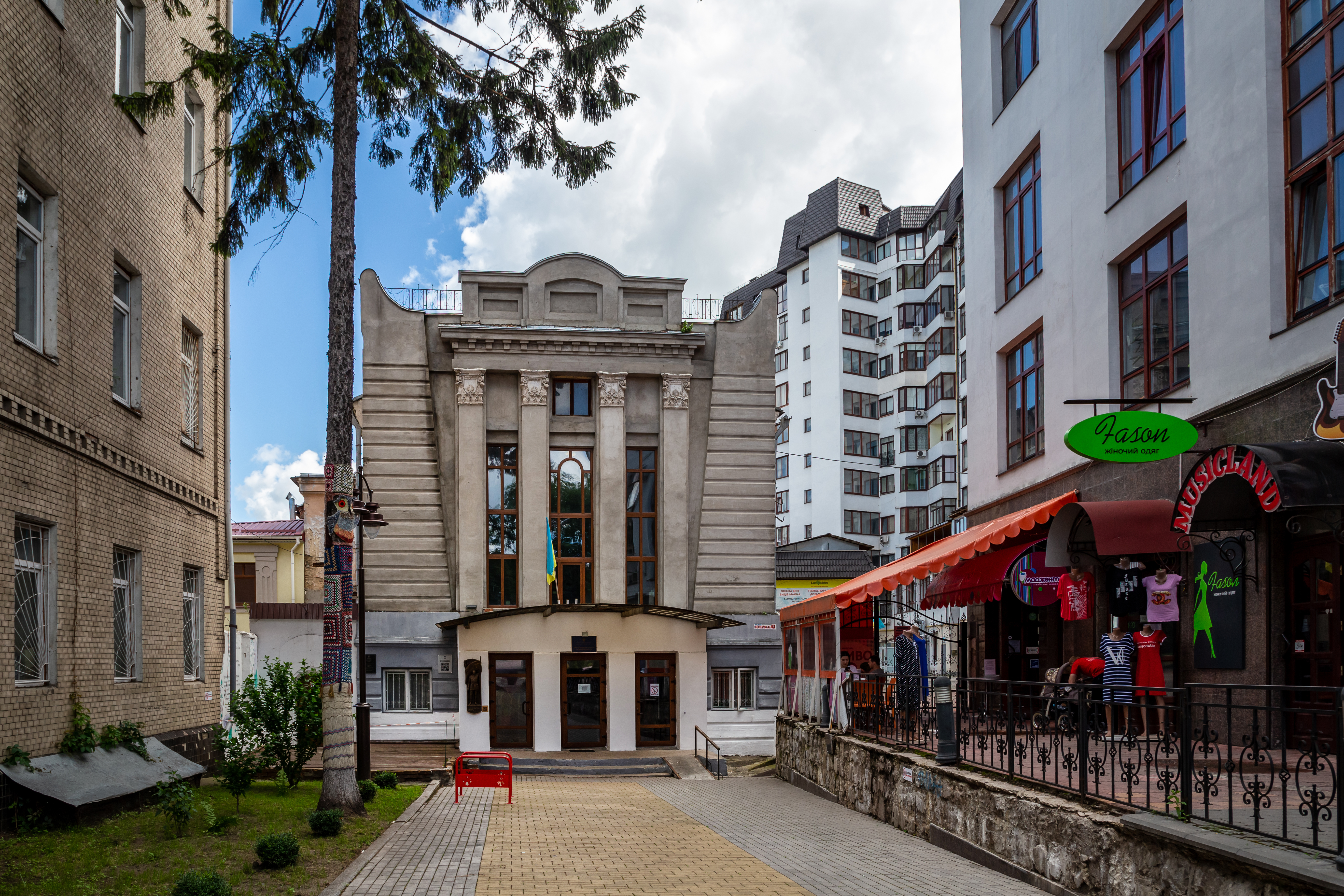
Дом культуры

### Кинотеатры
В центральной части города расположены кинотеатр имени Т. Г. Шевченко (старейший кинотеатр Хмельницкого, открыт в 1939 году), кинотеатр «Планета» и «Мультиплекс».

### Библиотеки
Первая библиотека в Проскурове появилась в 1901 году. На сегодняшний день в Хмельницком работает 19 библиотек. В городе действует Хмельницкая централизованная городская библиотечная система из 15 библиотек: 10 для взрослых и 5 для детей.

## Спорт

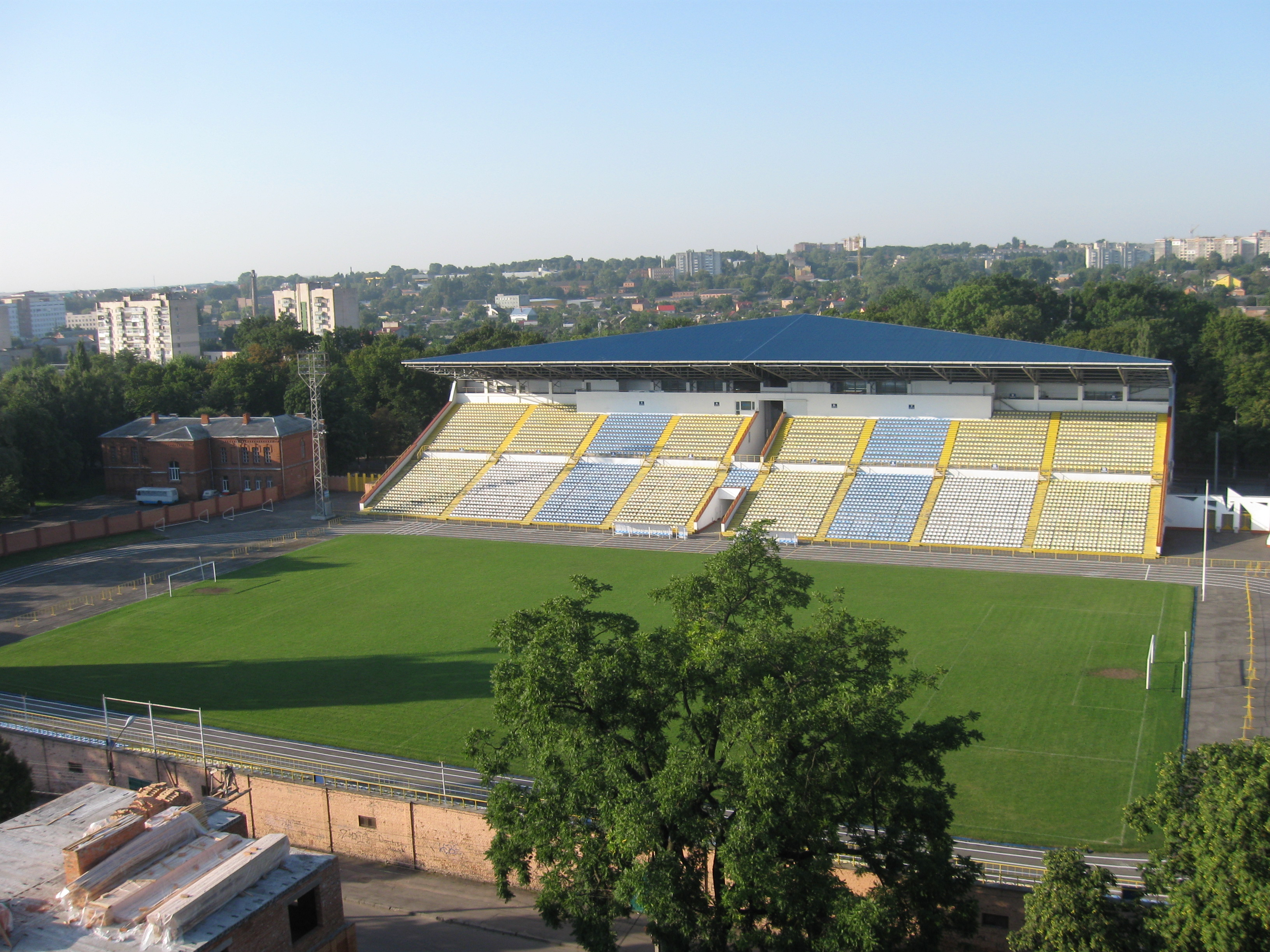
Спорткомплекс «Подолье»

Спортивная база города включает в себя 3 стадиона (Подолье, ДЮСШ № 1, Локомотив), 8 футбольных полей, 210 плоскостных сооружений, 5 бассейнов, один из которых 25-ти метровый, 78 спортивных залов, 2 легкоатлетических манежа, 42 площадки с тренажерным оборудованием, 109 помещений для физкультурно-оздоровительных занятий, из них 33 снабжены тренажерным оборудованием, 17 теннисных кортов, стрелковые тиры, ледовая площадка.
Центральная спортивная арена Хмельницкого, стадион «Подолье» вместимостью в 10 тыс. зрителей, является домашним полем для футбольного клуба «Подолье», который выступал в высшей лиге Чемпионата Украины в сезонах 1992—1996/97, 1999/00 и 2004/05 — 2006/07). Стадион «Локомотив» считается домашней ареной регбийного клуба «Подолье», выступающего в украинской суперлиге. «Хмельничанка» выступает в суперлиге по гандболу и принимает соперников в спорткомплексе ХНУ. Волейбольный «Новатор» принимает игры высшей лиги Украины в своем спорткомплексе.

## СМИ

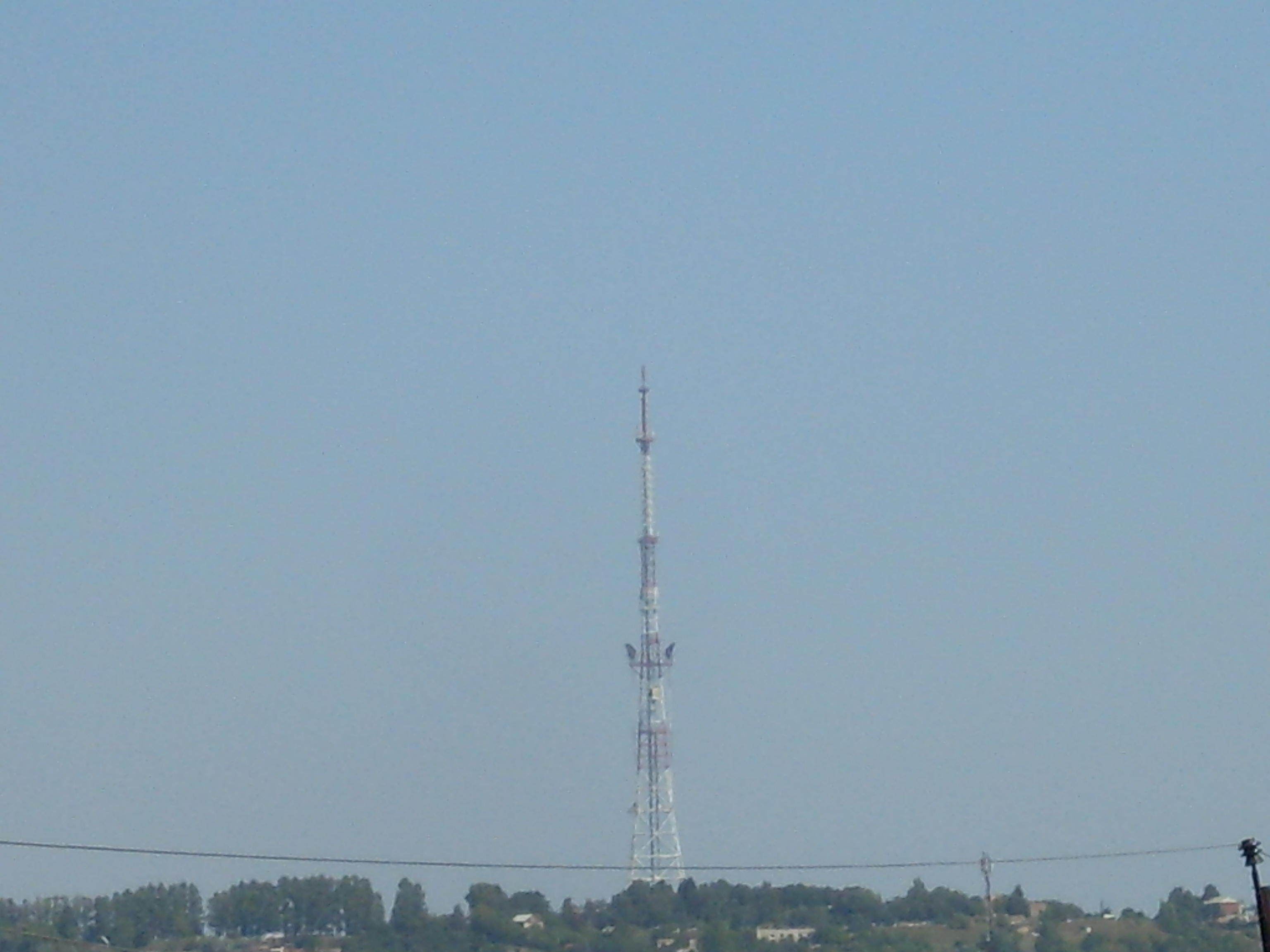
Хмельницкая телевышка

- vsim.ua — новостной ресурс № 1 в Хмельницком
- www.0382.ua — сайт Хмельницкого. Содержит информацию о новостях, афише, рекламе, досуге, работе.
- «Поділля-Центр» (рус. «Подолье-Центр») — областная государственная телерадиокомпания.
- «TV7+» — городской телеканал, вещающий только в формате Т2. Принадлежит народному депутату Лобазюку.
- «33 канал» — телеканал, вещающий в аналоговом формате 3,5 часа в сутки и 24 часа в формате Т2. Покрывает всю область, часть Винницкой и Тернопольской областей.
- «Місто» (рус. «Город») — муниципальная телерадиокомпания.
- «Подільські вісті» (рус. «Подольские вести») — областная общественно-политическая газета (тираж 135 000 экз.)
- «Газета Поділля» (рус. «Газета Подолья») — областная общественно-политическая газета.
- «Є» (рус. «Есть») — рекламно-информационный еженедельник. (тираж 48 000 экз.)
- «Проскурів» — газета Хмельницкого городского совета и исполнительного комитета (тираж 10 100 экз.)

## Галерея

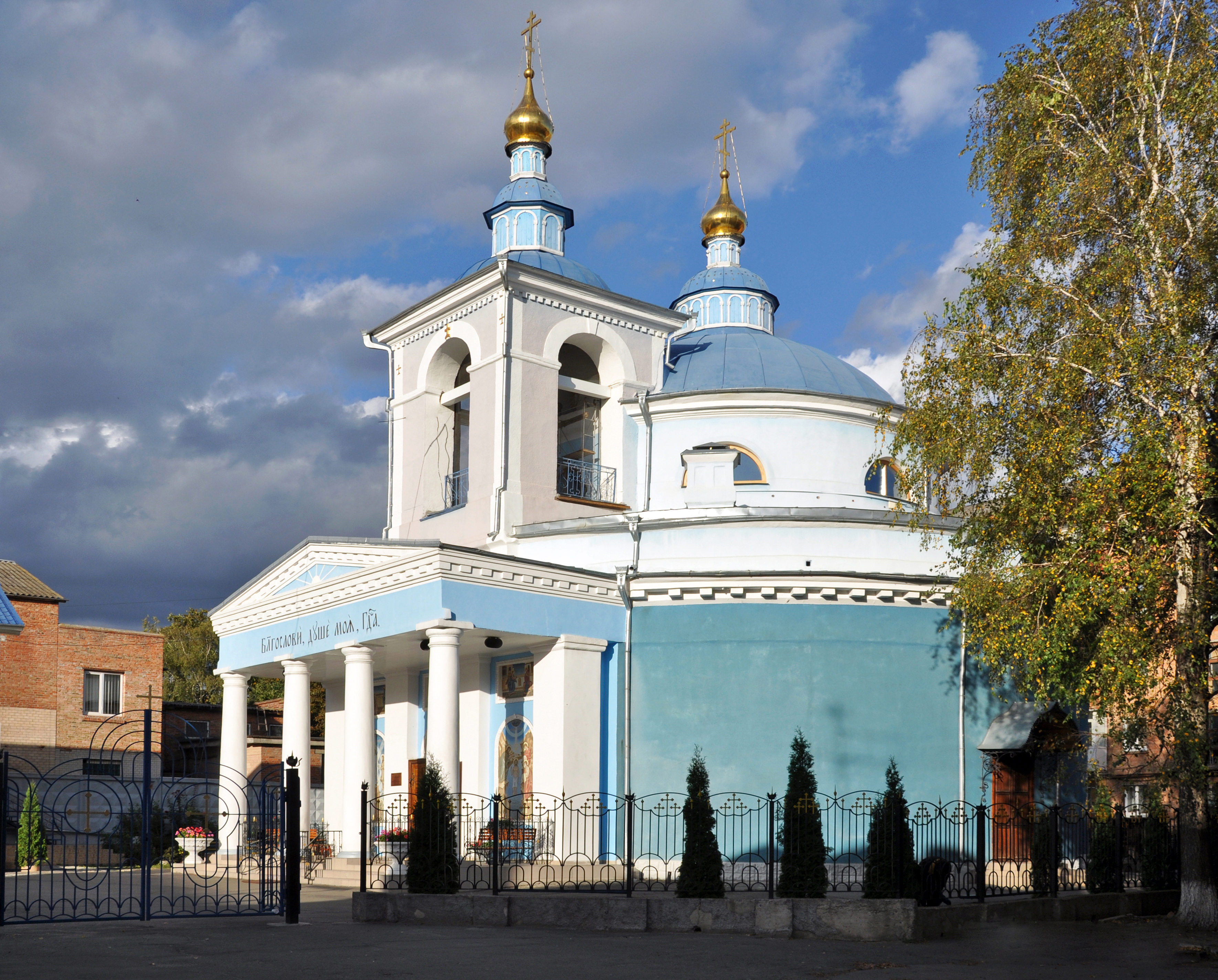
Собор Рождества Богородицы
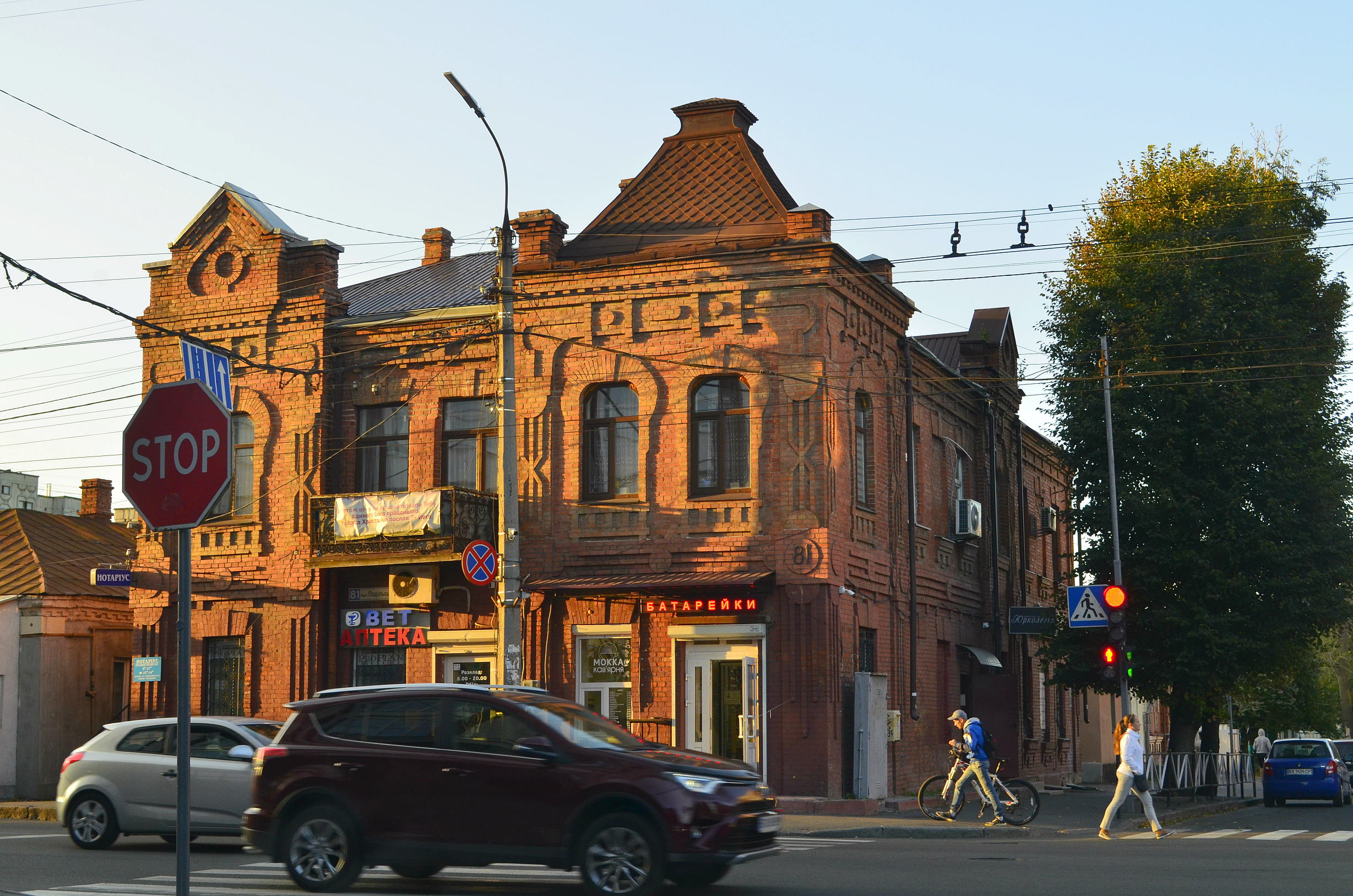
Улица Подольская
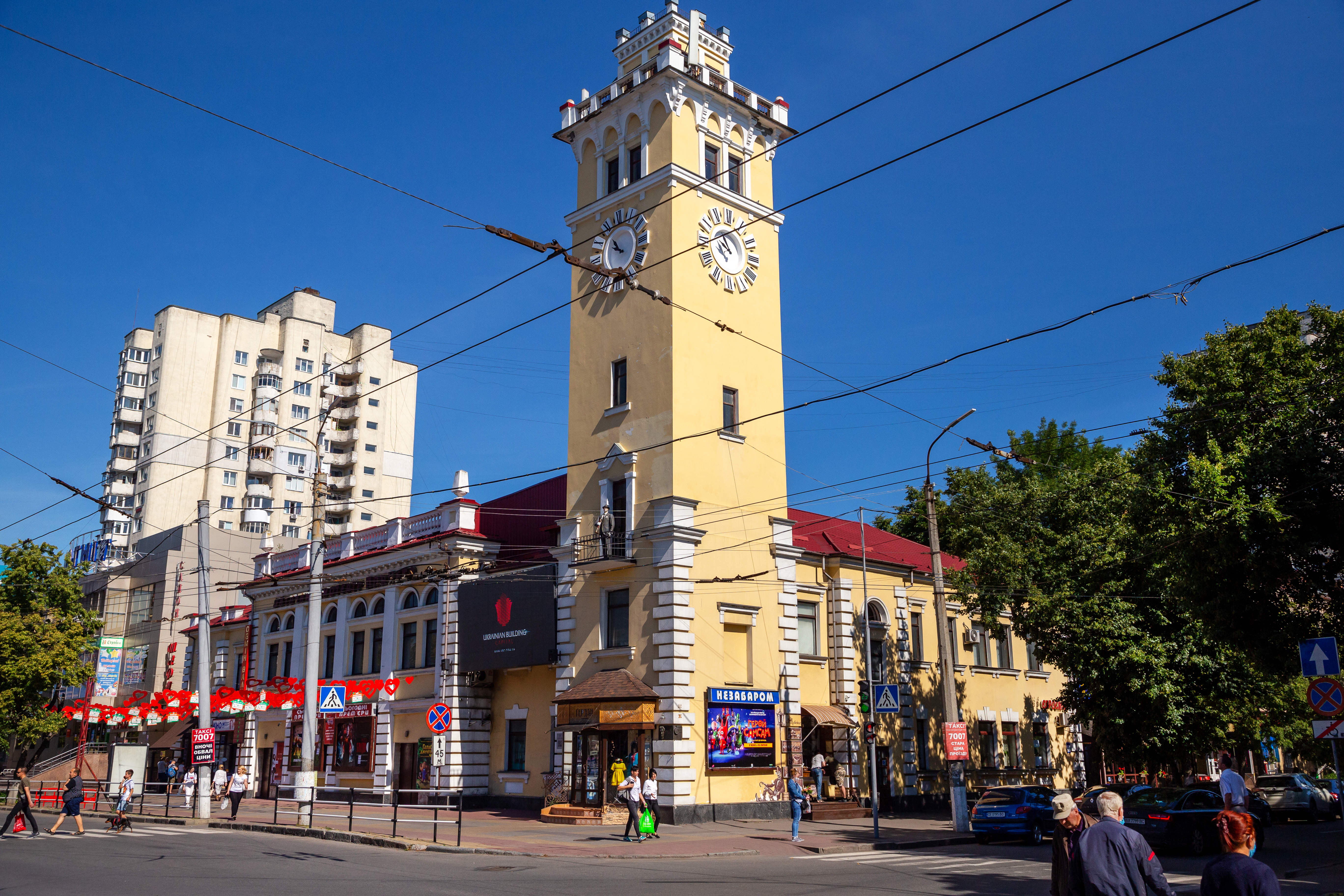
Ратуша
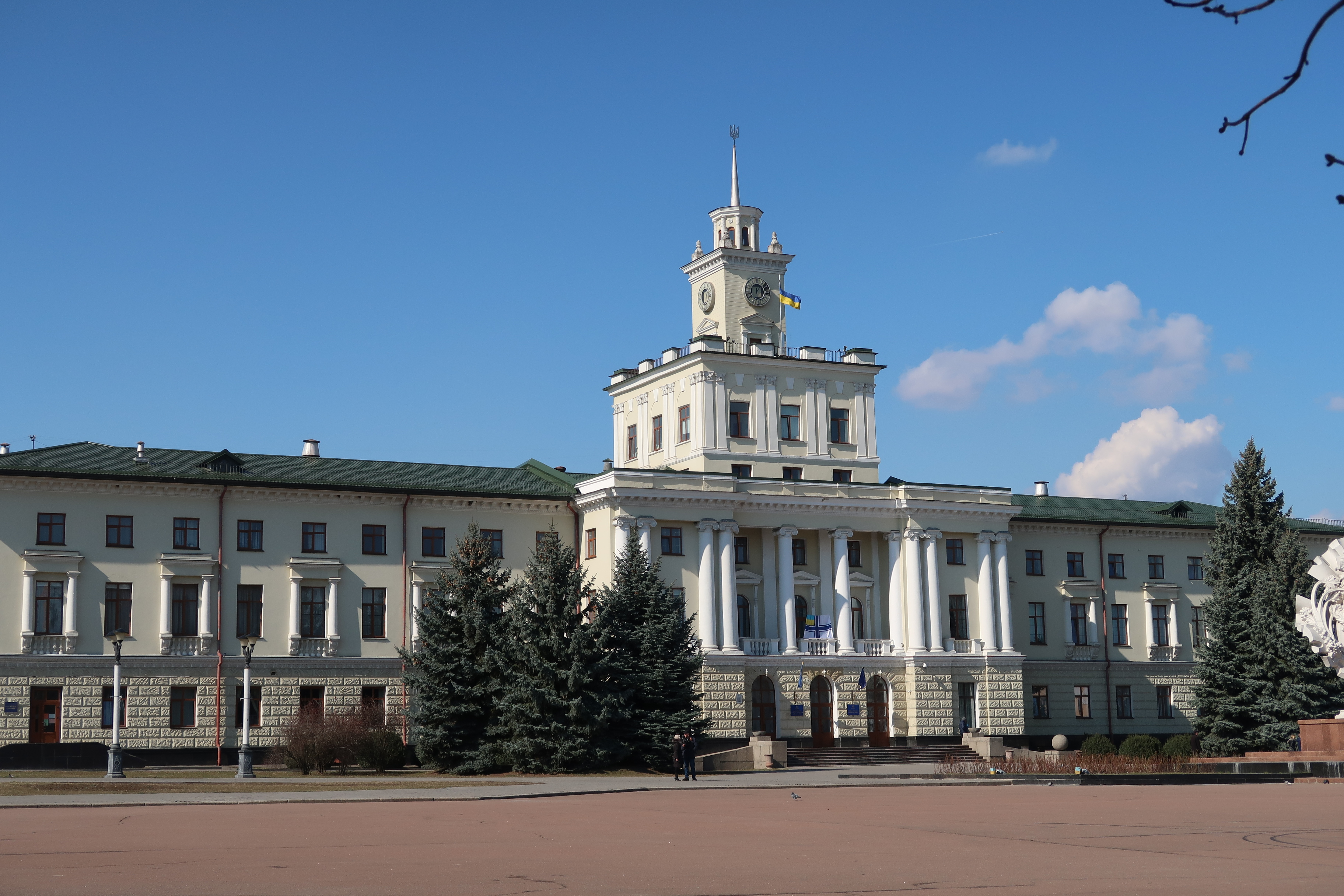
Здание областной администрации
Памятник Иоанну Павлу II
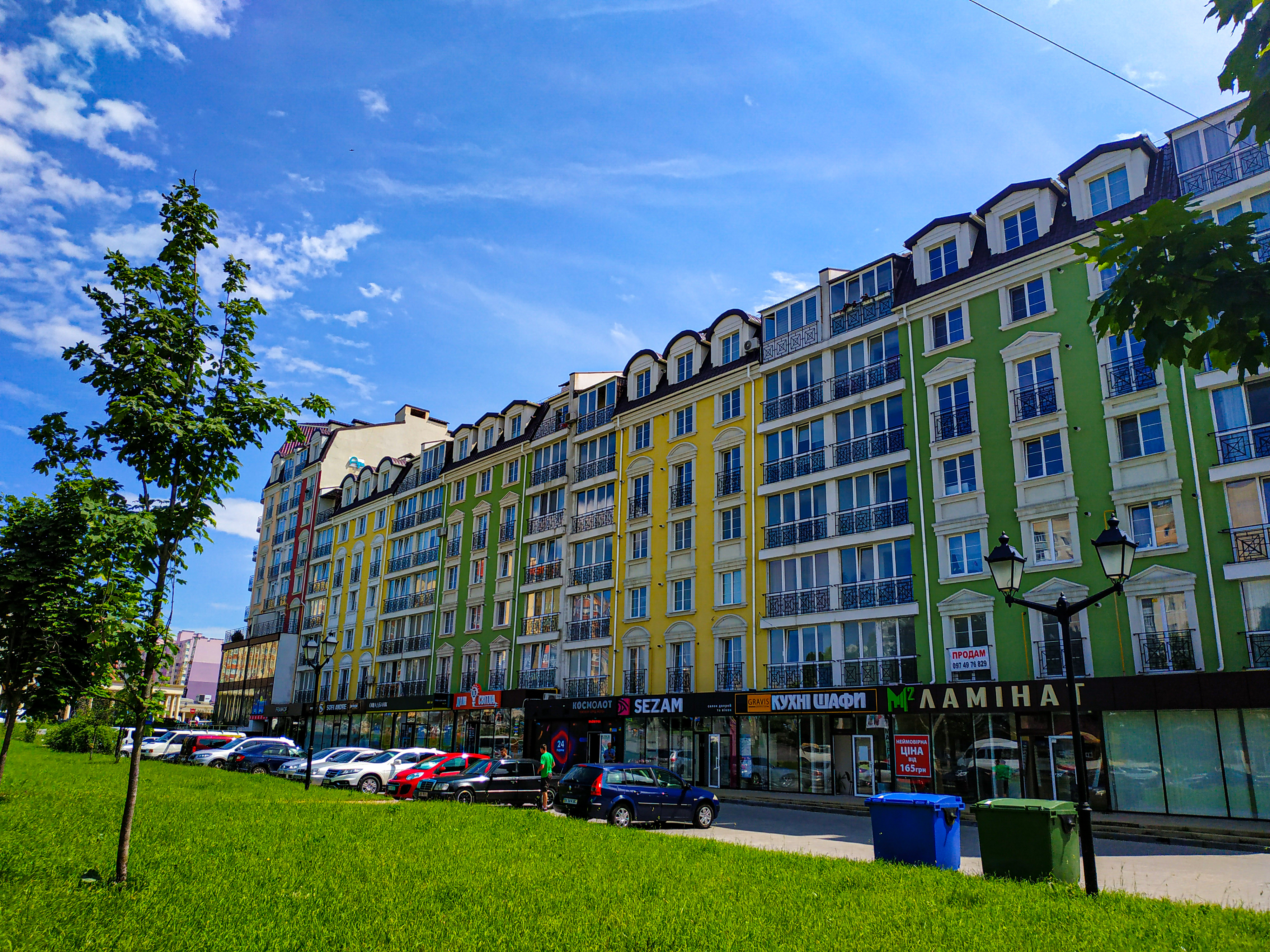
Ул. Панаса Мирного
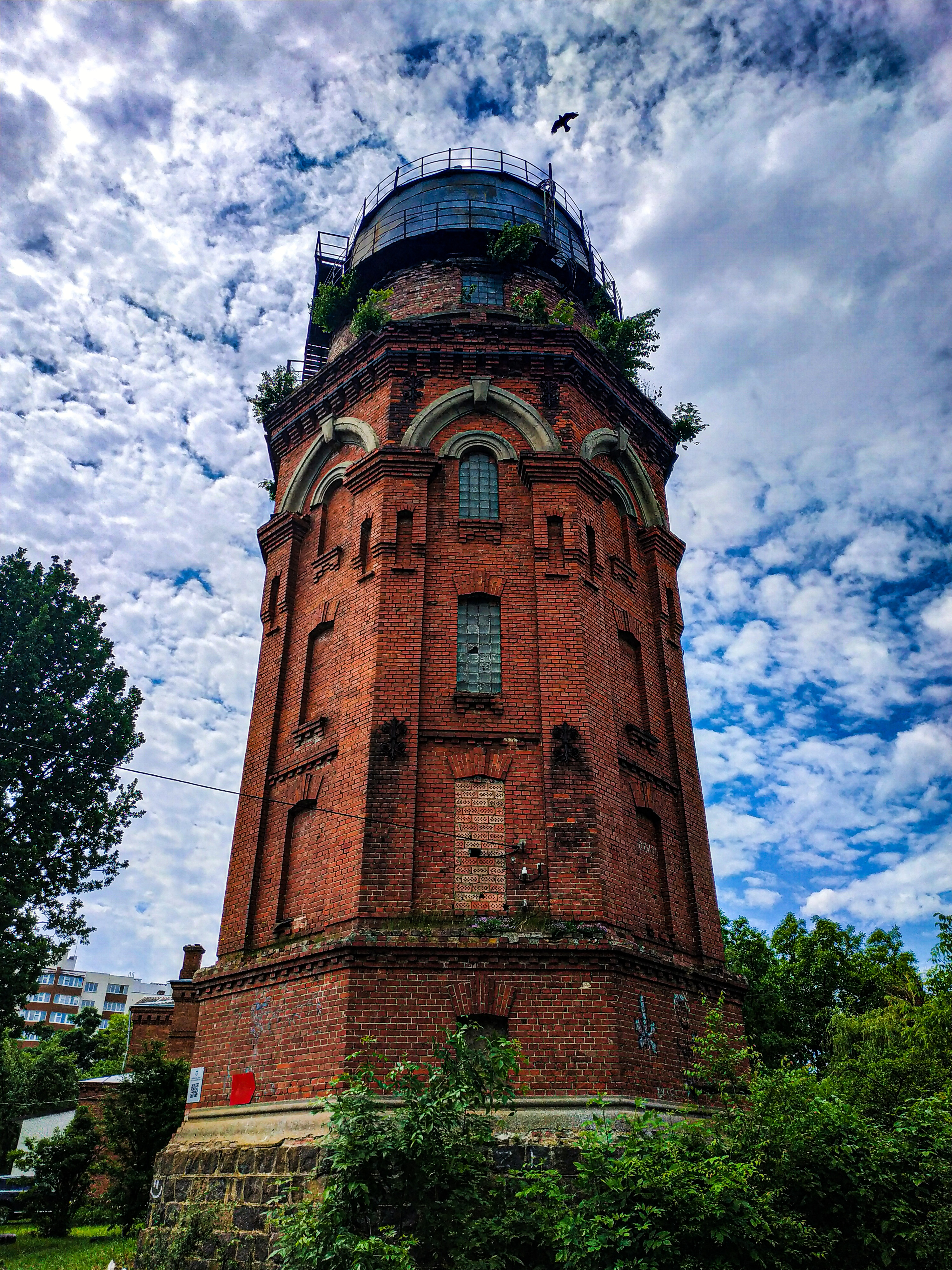
Водонапорная башня
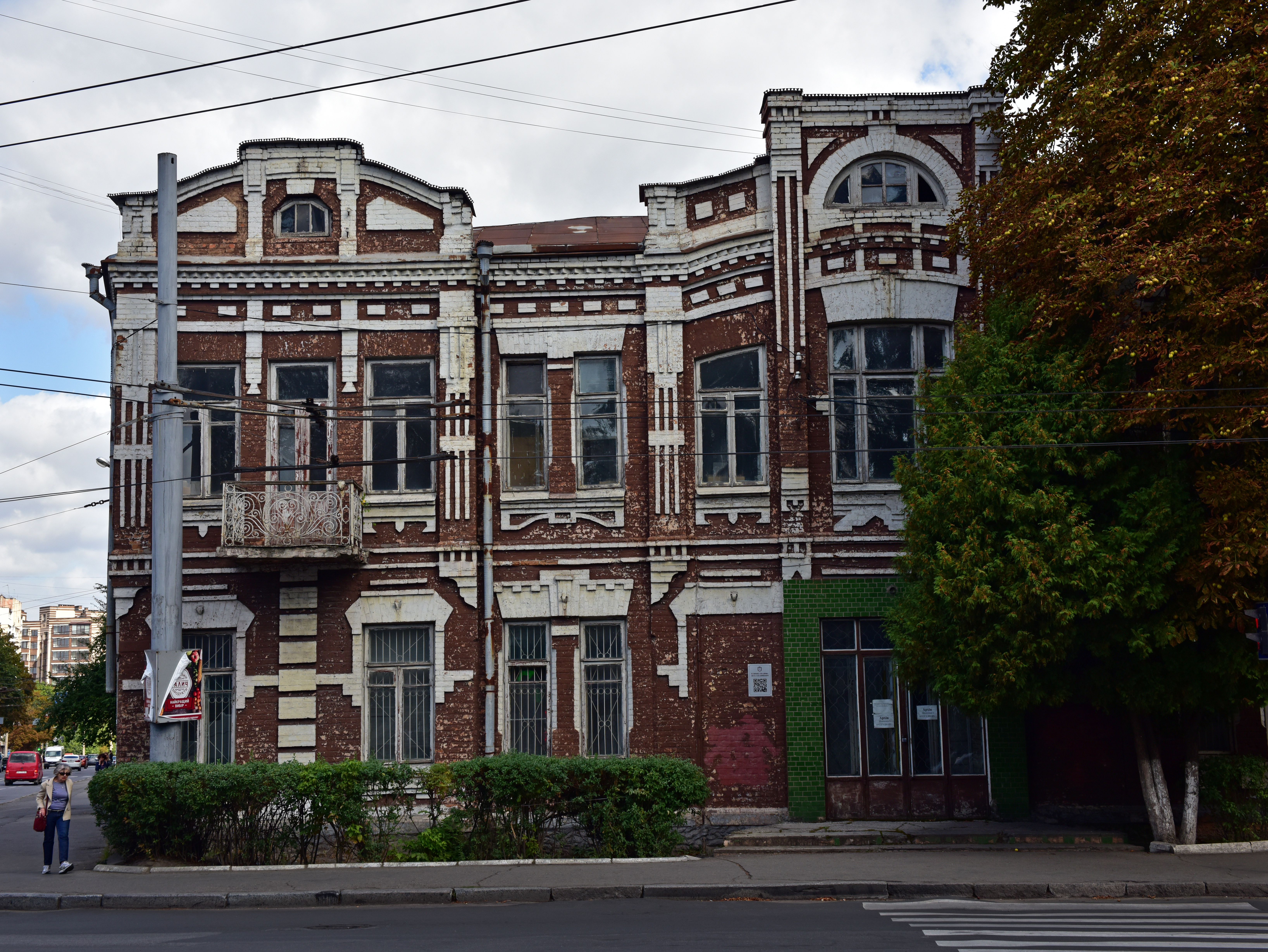
Еврейское училище
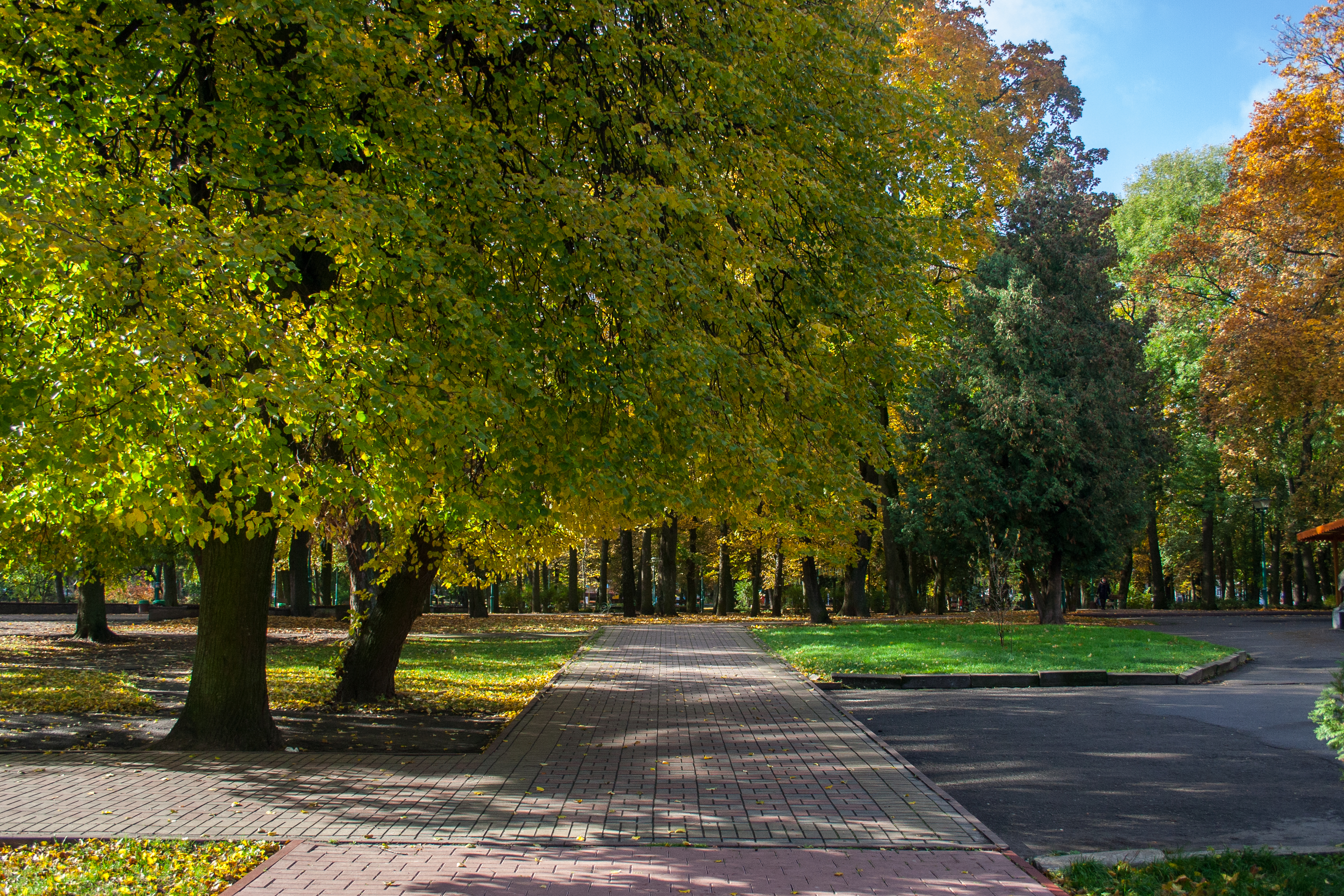
Сквер им. Т. Шевченко
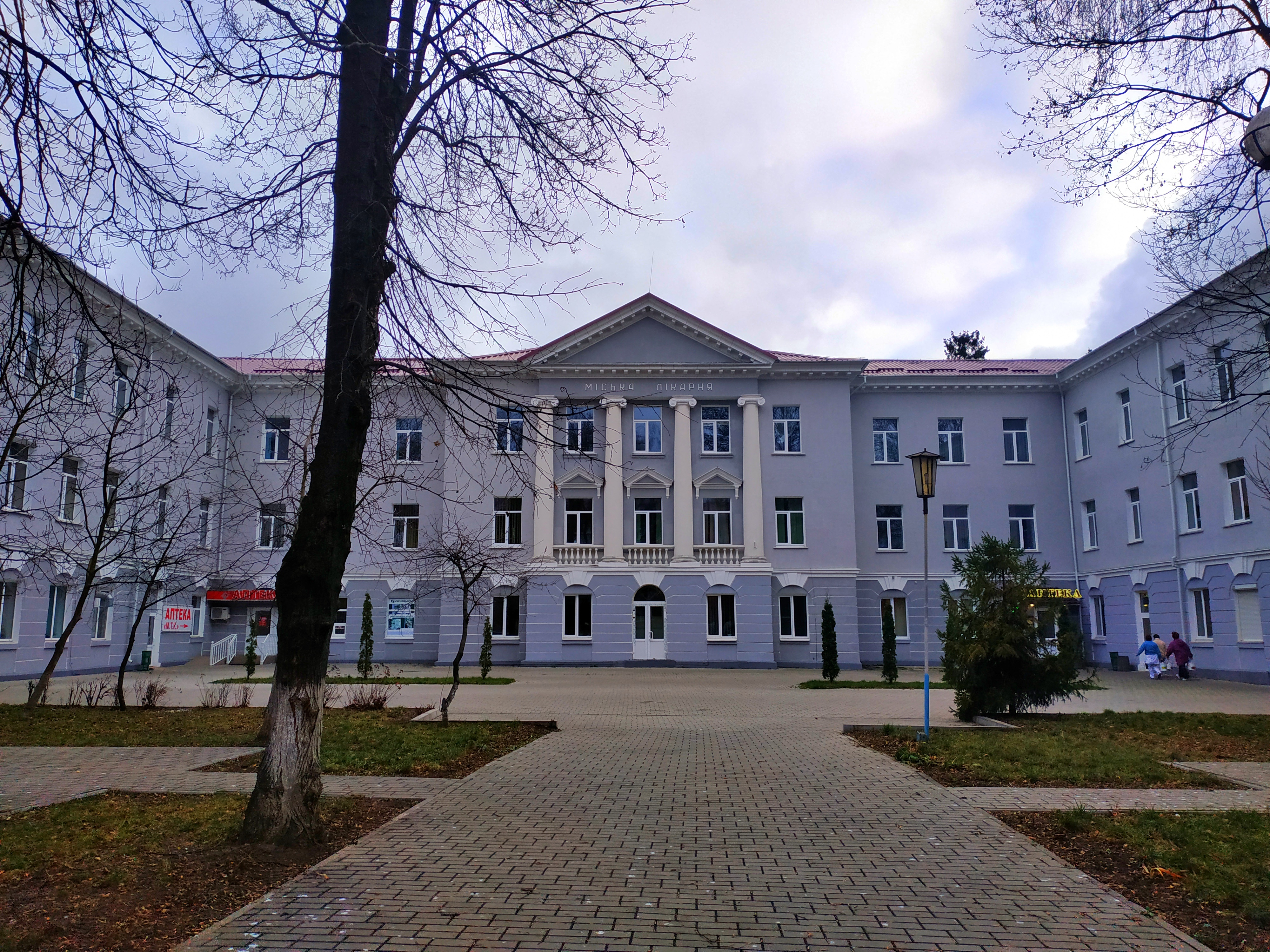
Городская больница
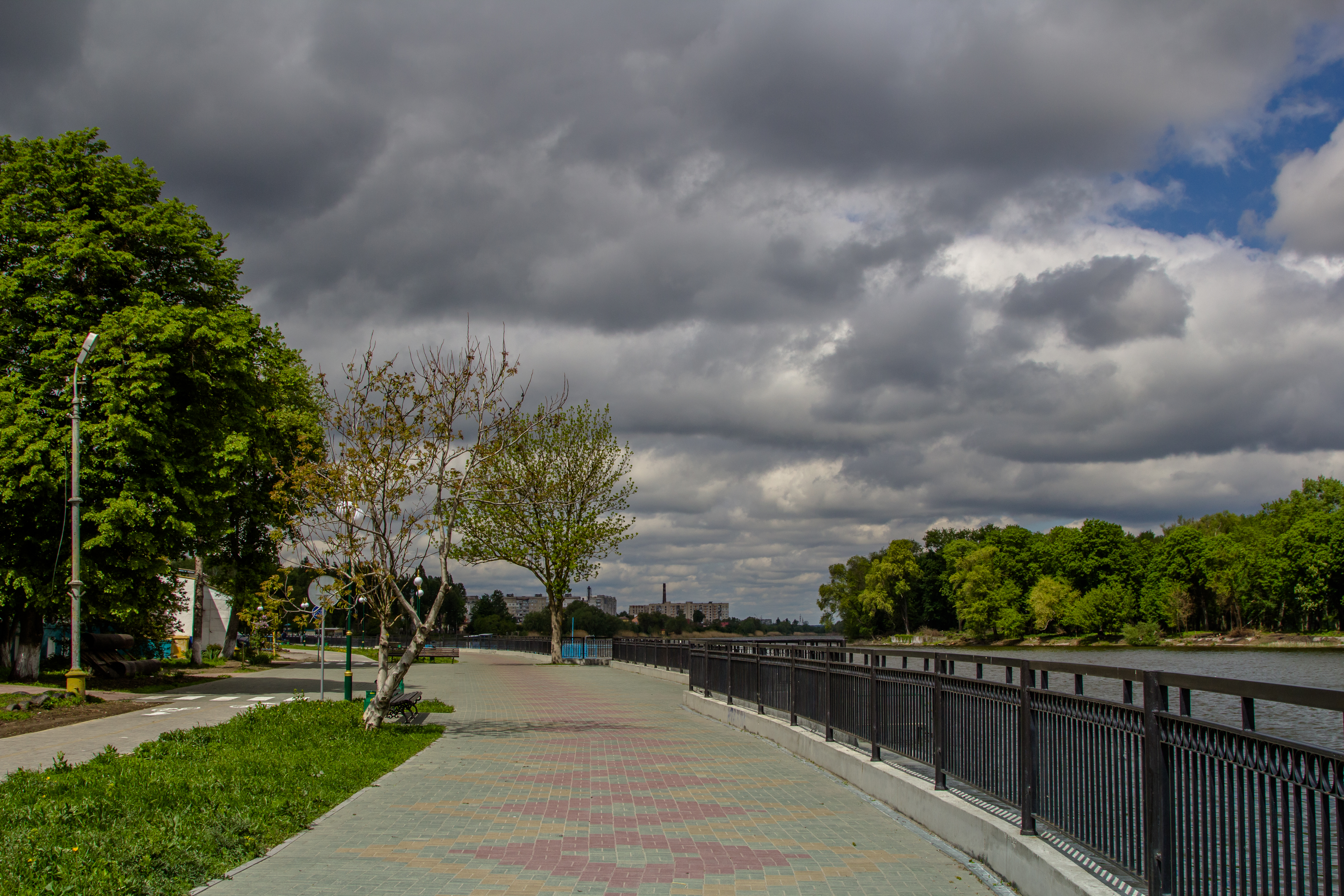
Набережная
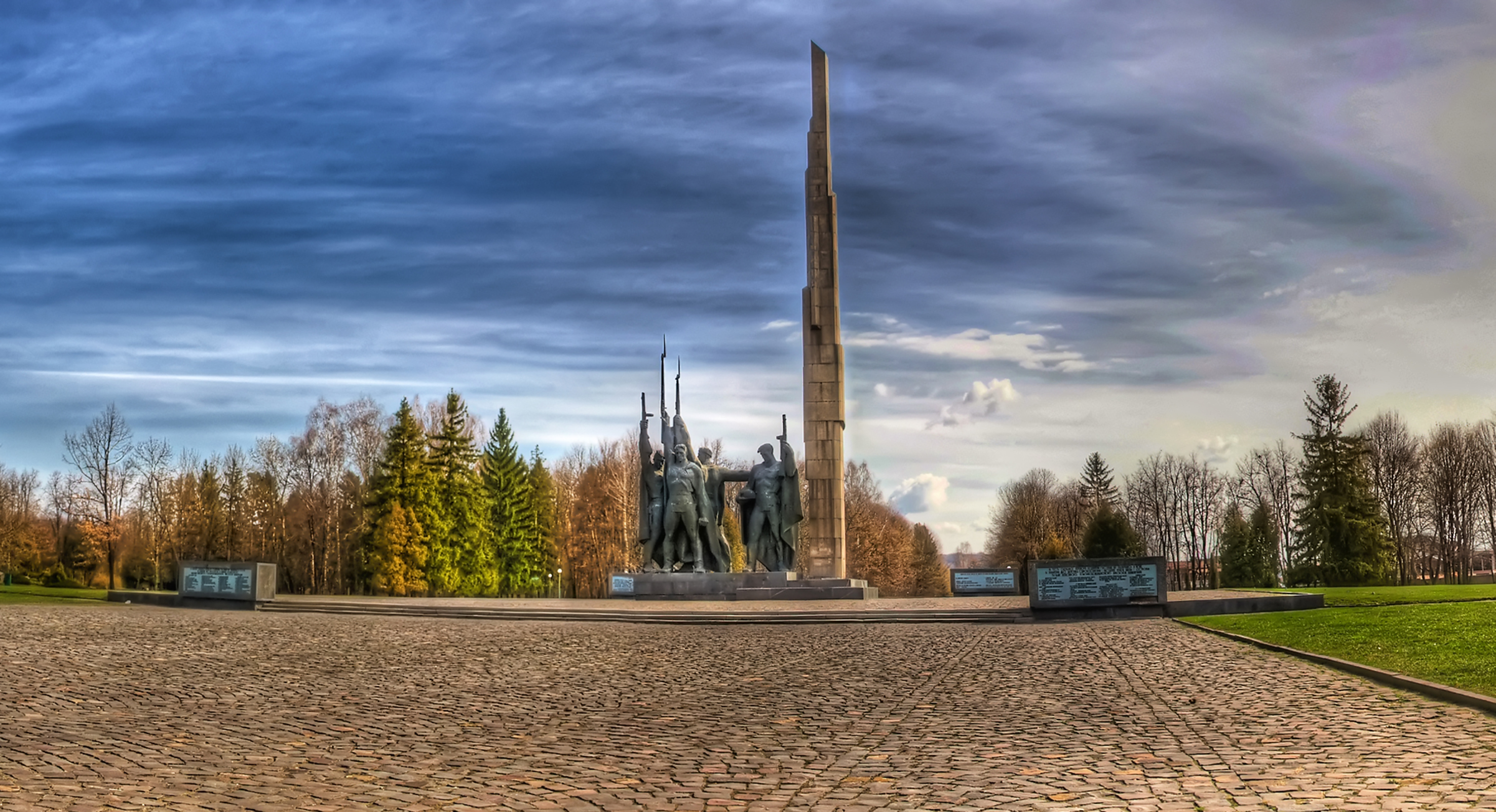
Дендропарк

## Города-побратимы
Хмельницкий имеет партнёрские отношения со следующими городами:
- Силистра, Болгария (1992)
- Шеффилд, Великобритания (2022)
- Рустави, Грузия (2016)[40]
- Кармиэль, Израиль (2007)
- Манисес, Испания (2002)
- Шицзячжуан, Китай (1998)
- Шяуляй, Литва (2001)
- Агуаскальентес, Мексика (2002)
- Бельцы, Молдавия (1996)
- Цеханув, Польша (1996)
- Влоцлавек, Польша (2016)[41]
- Модесто, США (1987)
- Бор, Сербия (1995)
- Эфелер, Турция (2021)
- Старобельск, Украина (2015)
- Наманган, Узбекистан (2021)
- Крамфорс[швед.], Швеция (1997)

## Знаменитые уроженцы
- Сергей Викторович Нагорный — советский украинский спортсмен (гребля на байдарках), олимпийский чемпион (1976), заслуженный мастер спорта СССР.
- Булгаков Олег Николаевич — советский спортсмен, мастер спорта международного класса по современному пятиборью. Двукратный обладатель Кубка СССР (1978) лично и в команде. Победитель VI Спартакиады народов СССР (1975) в составе команды РСФСР.
- Руцкой, Александр Владимирович (род. 1947) — советский и российский государственный и политический деятель. Единственный в истории постсоветской России вице-президент (1991—1993). С 22 сентября по 4 октября 1993 года — и. о. Президента Российской Федерации, при этом полномочия не признавались Б. Н. Ельциным.